# 1 Pułk Ułanów Krechowieckich

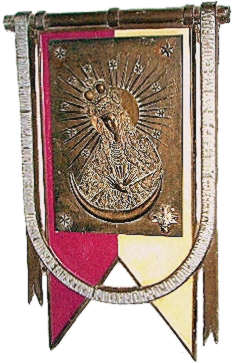
Tablica w kościele garnizonowym w Londynie

1 Pułk Ułanów Krechowieckich im. Pułkownika Bolesława Mościckiego (1 puł.) – oddział kawalerii Wojska Polskiego.
Swój rodowód wywodzi od 1 pułku ułanów Dywizji Strzelców Polskich, zaś przydomek krechowieccy wziął od miejscowości Krechowce koło Stanisławowa, gdzie pod dowództwem płk. Bolesława Mościckiego stoczył swój pierwszy zwycięski bój . Rozwiązany w maju 1918, został odtworzony na podstawie decyzji Rady Regencyjnej w listopadzie tegoż. Od grudnia 1918 do sierpnia 1919 brał udział w wojnie polsko-ukraińskiej, gdzie wsławił się obroną Gródka Jagiellońskiego, czym przyczynił się do powodzenia odsieczy Lwowa.
Brał udział w objęciu Pomorza Gdańskiego, we władanie Rzeczypospolitej i 10 lutego 1920 w jej zaślubinach z morzem.
W wojnie polsko-bolszewickiej 1919–1920 prowadził zwycięskie walki w Koziatyniu, z armią konną Budionnego pod Wołodarką, Korosteniem, Zamościem i Ostrogiem, nad Słuczą, Bugiem, Styrem i Horyniem. Po zakończeniu wojny, na wiosnę 1921, zajął stare „carskie” koszary w Augustowie, w których stacjonował do 1939.
W kampanii wrześniowej, w składzie Suwalskiej Brygady Kawalerii, walczył pod Zambrowem, Zalesiem, Dąbrową Wielką, Olszewem. Szlak bojowy zakończył pod Kockiem 6 października 1939.
Został odtworzony podczas formowania Polskich Sił Zbrojnych w ZSRR. Sformowano go w wyniku połączenia: 6 dywizjonu kawalerii/1 pułku ułanów, pułku kawalerii 5 DP i 7 dywizjonu kawalerii. Po wyjściu Armii Polskiej z ZSRR, wszedł w skład 2. Brygady Czołgów; przekształcony początkowo w 5. batalion czołgów, a następnie w 1 pułk kawalerii pancernej. We wrześniu 1942 razem z brygadą, skierowany do Iraku, gdzie szkolił się do października 1943. Po powrocie do Palestyny, otrzymał czołgi Sherman, a ostatecznie szkolenie zakończył w grudniu 1943 w Egipcie. W tym czasie wrócił do swojej tradycyjnej nazwy.
W kampanii włoskiej walczył w składzie 2 Brygady Pancernej. W bitwie o Monte Cassino i Piedimonte był w odwodzie brygady. Walczył czynnie w bitwie o Ankonę, przełamywał Linię Gotów i zdobywał Bolonię.
Został rozformowany wraz z pozostałymi jednostkami 2 Korpusu Polskiego w 1947.
Pułk odtworzono również w składzie Armii Krajowej. Walczył w Puszczy Augustowskiej, podczas Akcji Burza.

## Formowanie i zmiany organizacyjne
Większość byłych żołnierzy byłego 1 pułku ułanów pozostawała na terenach kontrolowanych przez Niemców. Po rozbrojeniu okupanta natychmiast przystąpiono do odtworzenia jednostki. Rada Regencyjna już w drugiej połowie października 1918 wydała decyzję o utworzeniu nowych jednostek wojska polskiego, a 4 listopada o utworzeniu 1 pułku ułanów. Dla usprawnienia rekrutacji ochotników, a szczególnie zdobycia odpowiedniej ilości koni, zadecydowano o jej prowadzeniu w różnych miejscowościach. 2 szwadron sformowany został w Warszawie pod dowództwem rtm. Podhorskiego, ale już 22 listopada został przeniesiony do Kielc. Por. Dunin-Markiewicz, jadąc do Będzina z rozkazem tworzenia 3 szwadronu, zatrzymał się w Wolbromiu i uzgodnił z rtm. Pawłem Korytko, dowódcą zapasowego szwadronu 2 pułku ułanów austriackich (stacjonującego w Wolbromiu), że oddział ten dołączy do pułku. Dowódcą 3 szwadronu został rtm. Bardziński. 1. szwadron, tworzony na bazie plutonu wydzielonego z 2. szwadronu, sformowany został w Radomsku – dowódcą został rtm. Michał Dziewanowski. 4. szwadron pod dowództwem por. Czesława Chmielewskiego i szwadron karabinów maszynowych pod dowództwem rtm. Sędzimira formowały się w Piotrkowie. Pluton łączności, ze względu na brak specjalistów i dłuższy okres szkolenia, dołączył do pułku na froncie w Gródku Jagiellońskim. Dowództwo i sztab pułku znajdowały się początkowo w Kielcach, potem od 17 listopada w Wolbromiu.
| Obsada personalna pułku w 1920 | Obsada personalna pułku w 1920        |
| Stanowisko                     | Stopień, imię i nazwisko              |
| ------------------------------ | ------------------------------------- |
| Dowódca pułku                  | rtm. Kazimierz Zakrzewski († 14 VIII) |
| Dowódca pułku                  | mjr Zygmunt Podhorski (od 14 VIII)    |
| Adiutant pułku                 | por. Eugeniusz Święcicki              |
| Oficer broni                   | wz. rtm. Władysław Kietliński         |
| Oficer łączności               | rtm. Mieczysław Łebkowski             |
| Oficer łączności               | ppor Ziemowit Grabowski?              |
| Lekarz weterynarii             | rtm. lek. wet. Stanisław Grudzień     |
| Dowódca I dywizjonu            | mjr Paweł Korytko                     |
| Dowódca II dywizjonu           | mjr Józef Mielecki                    |
| Dowódca 1 szwadronu            | por. Olgierd Ślizień                  |
| Dowódca 2 szwadronu            | por. Leszek Zamoyski                  |
| Dowódca plutonu                | ppor. Stanisław Czapski               |
| Dowódca 3 szwadronu            | rtm. Leon Racięcki (szpital)          |
| Dowódca 3 szwadronu            | rtm. Tadeusz Ciecierski               |
| Dowódca plutonu                | por. Karol Anders                     |
| Dowódca 4 szwadronu            | por. Czesław Chmielewski              |
| Dowódca szwadronu km           | por. Tadeusz Ciecierski               |
| Dowódca szwadronu km           | rtm. Józef Cieszkowski                |
| Dowódca plutonu                | pchor. Konstanty Koźmiński            |
| Dowódca plutonu                | pchor. Adam Sołtan                    |
| Dowódca szwadronu technicznego | por. August Olszamowski               |
| Oficer pułku                   | por, Tadeusz Krowaczyński             |
| Oficer pułku (dca plutonu)     | por. Edward Milewski                  |
| Oficer pułku                   | por. Janusz Nowaczyński               |
| Oficer pułku                   | por. Tadeusz Potworowski              |
| Oficer pułku                   | por. Witold Święcicki                 |
| Oficer pułku                   | ppor. [Michał?] Baliński              |
| Oficer pułku (dca plutonu)     | ppor. Jan Litewski                    |
| Oficer pułku (dca szwadronu)   | por. Bolesław Rudnicki († 12 VII)     |

## Walki o granice

### W wojnie polsko-ukraińskiej

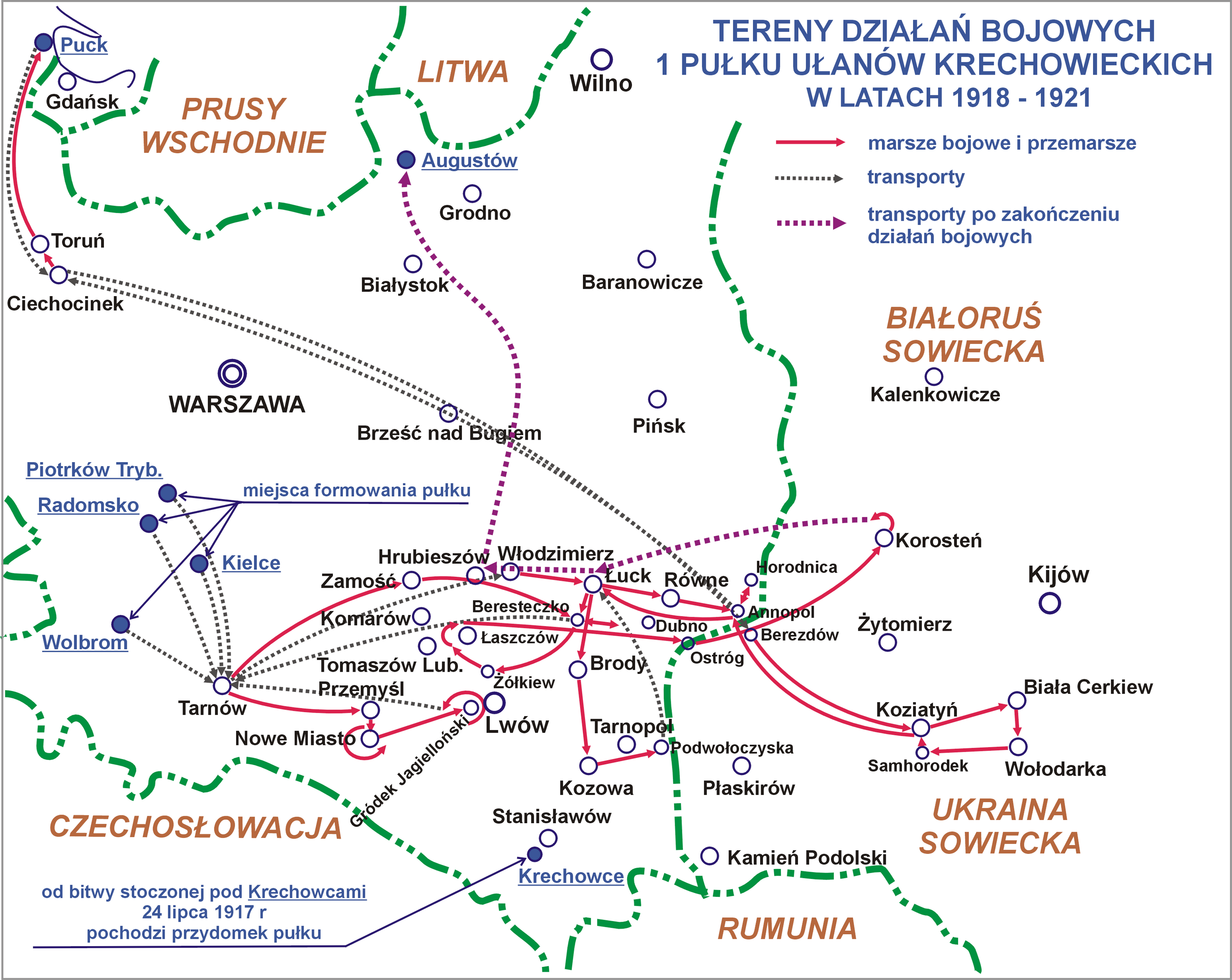
Tereny działań bojowych pułku (1918–1921)

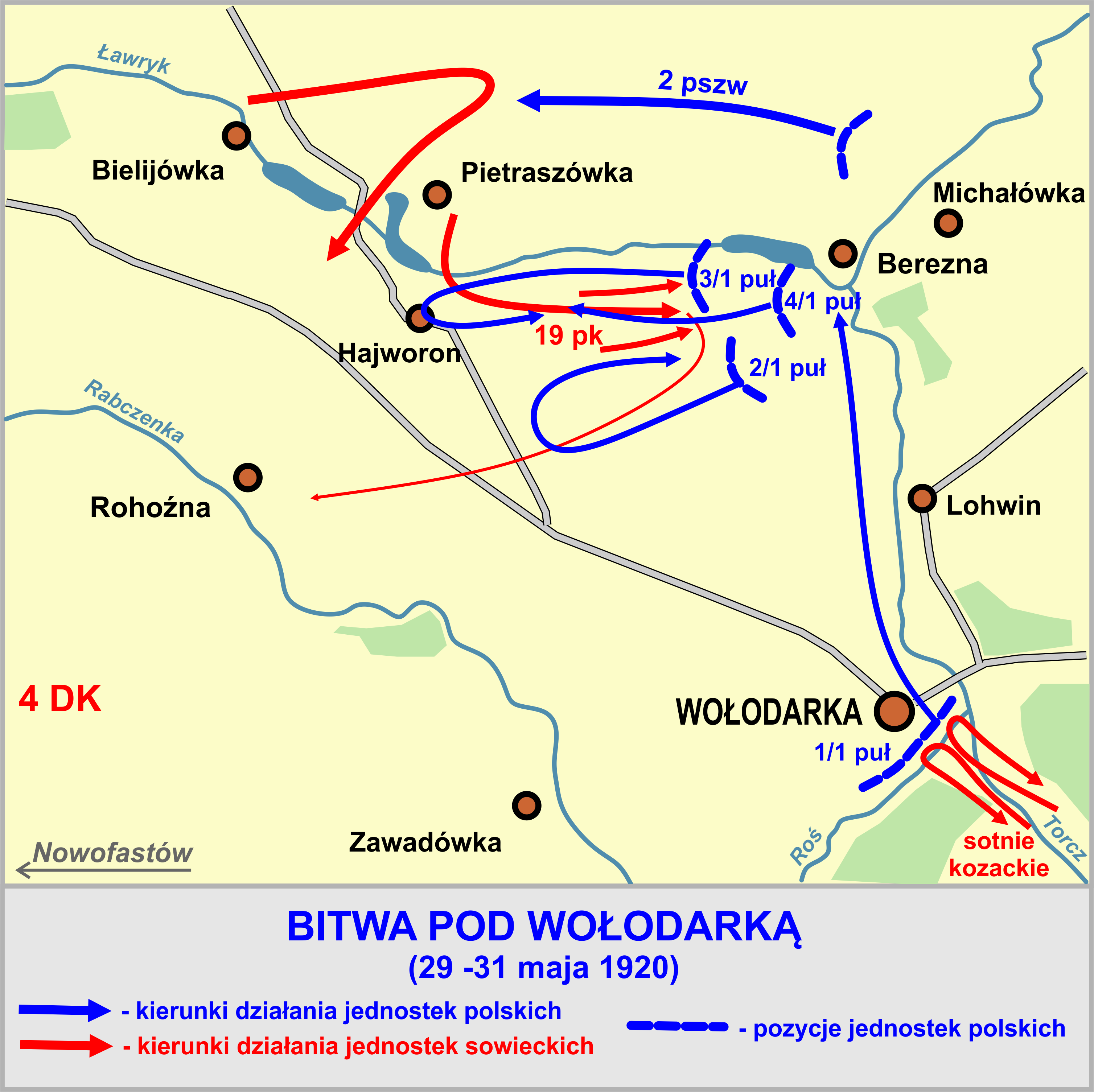

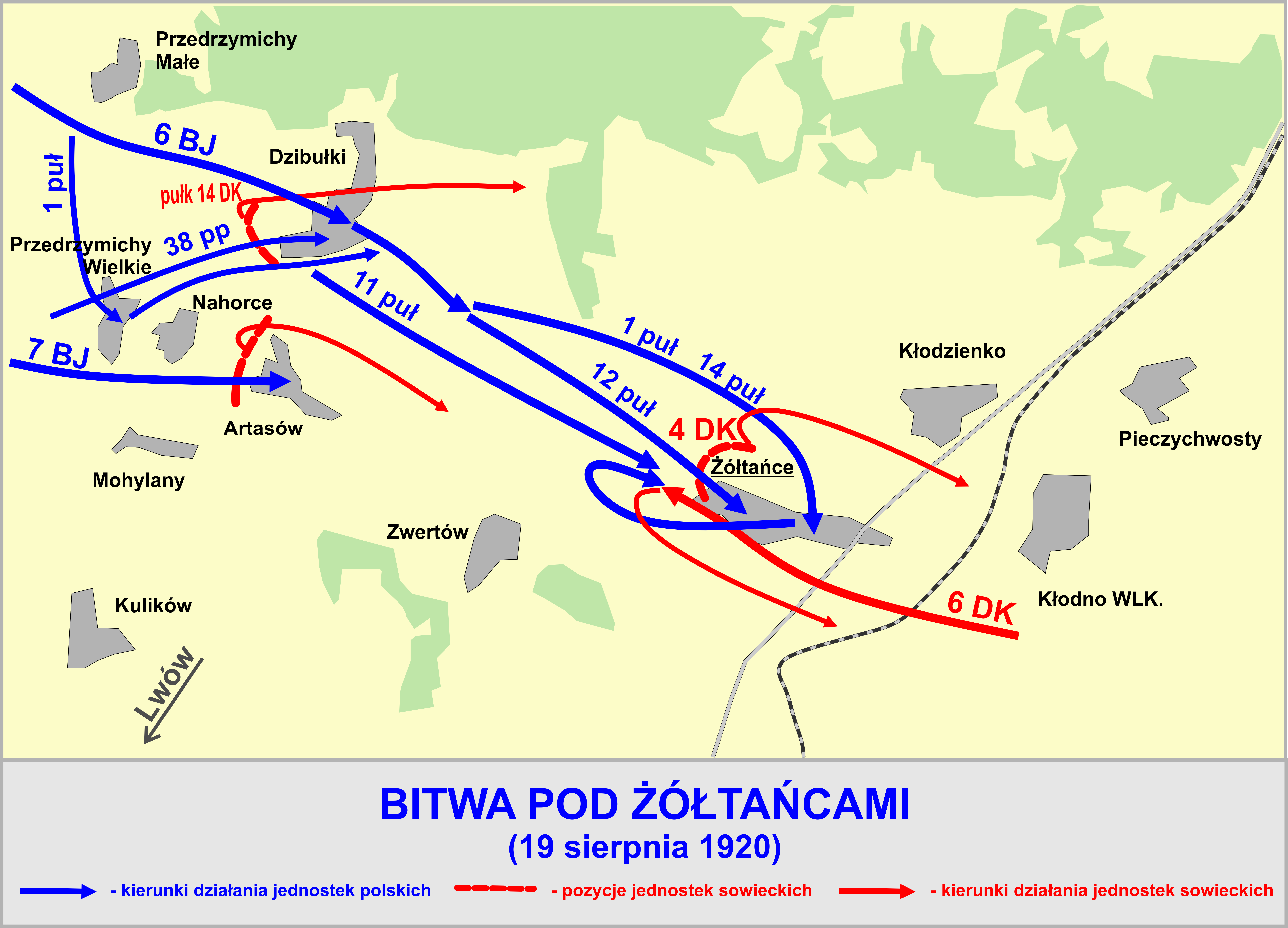

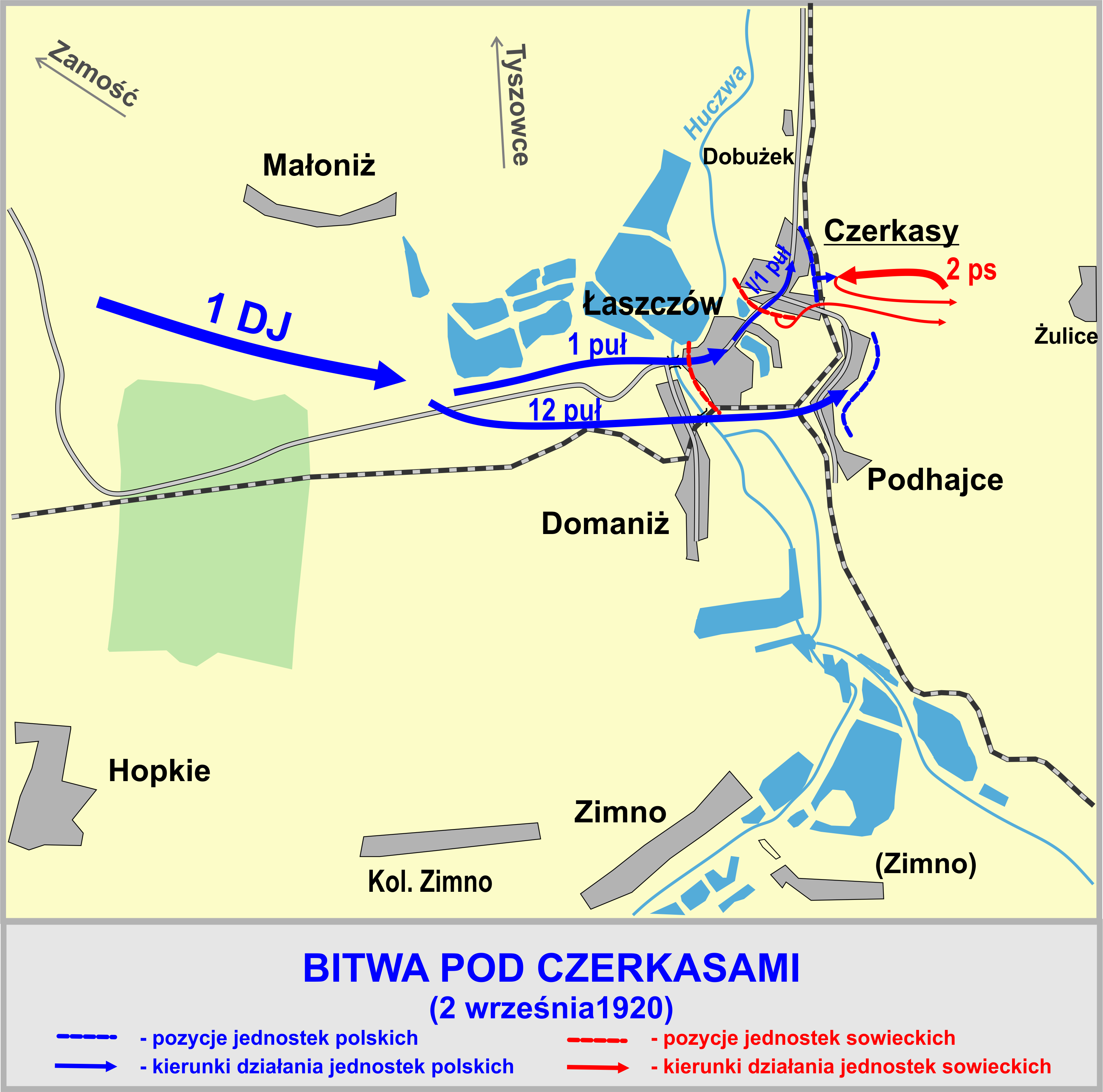

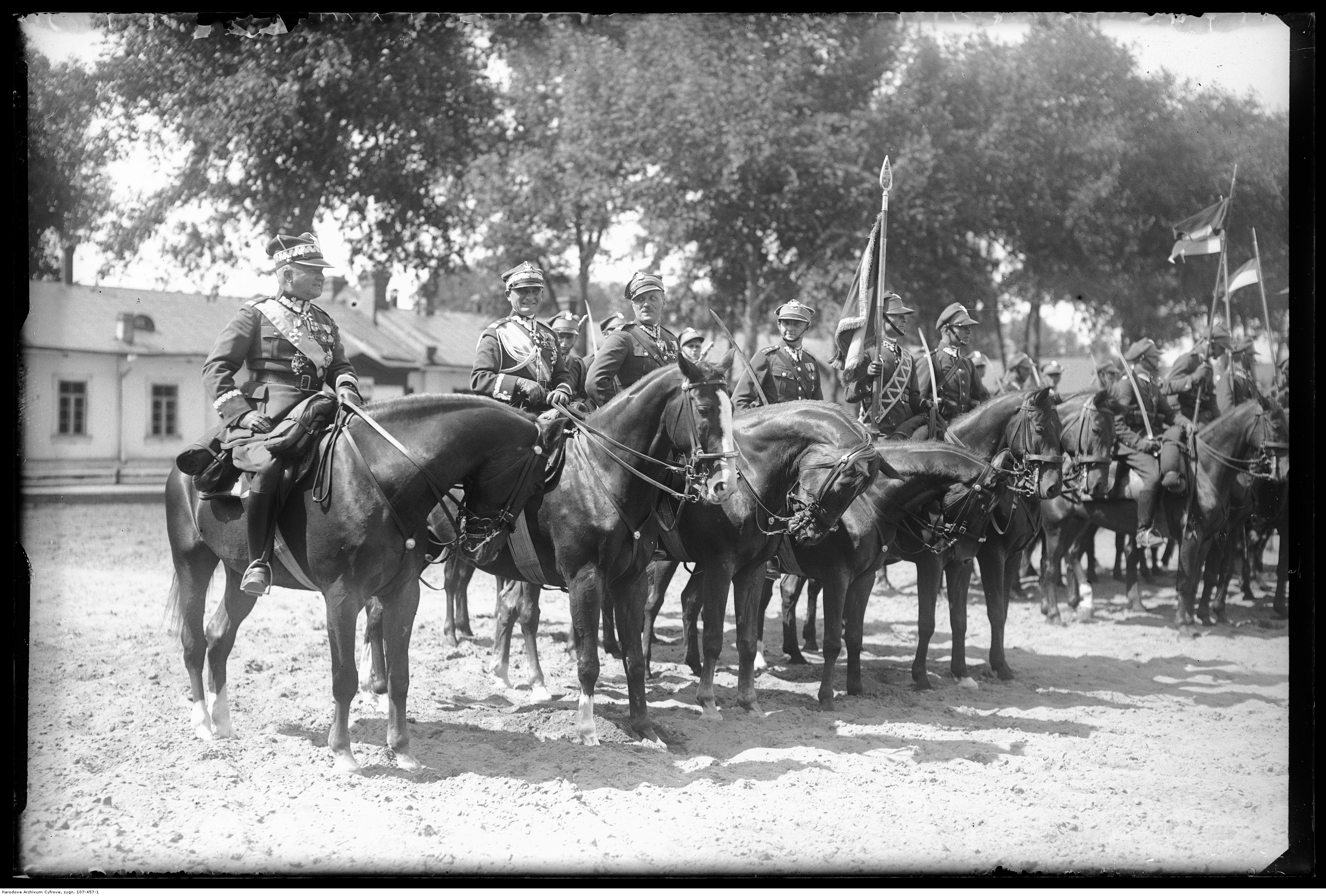
Byli dowódcy pułku (1932)

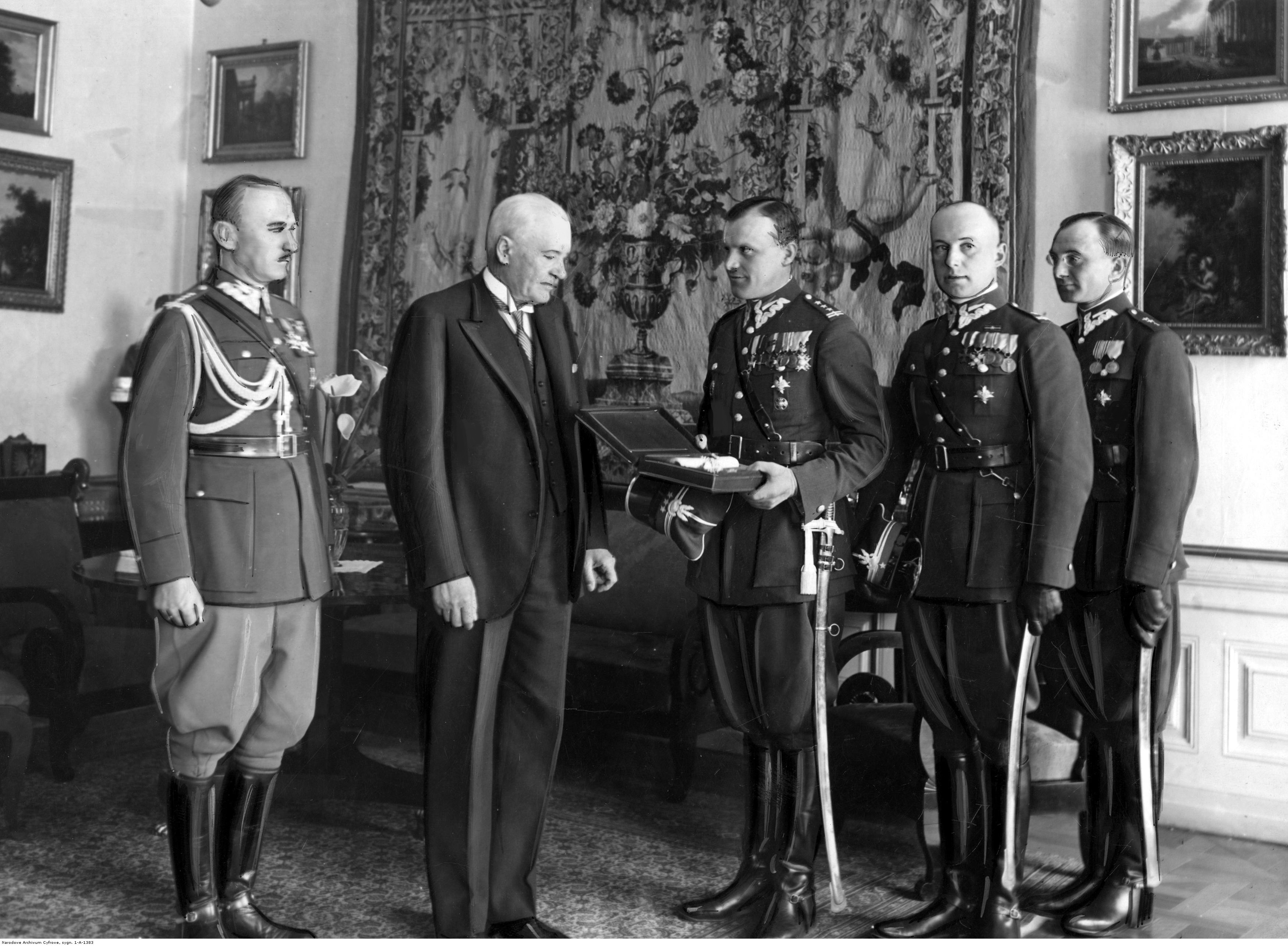
Delegacja 1 puł u Prezydenta RP Ignacego Mościckiego (1932)

Na początku grudnia wszystkie pododdziały pułku (oprócz plutonu łączności, który się szkolił i szwadronu zapasowego, który pozostał w Wolbromiu z zadaniem zdobycia umundurowania, uzbrojenia i koni) spotkały się w Tarnowie, by stąd wyruszyć na pomoc zagrożonemu przez wojska ukraińskie Lwowowi.
Ułani nie byli jednolicie umundurowani, większa część w cywilnych ubraniach, brakowało ponad połowy siodeł, uprzęży dla koni i uzbrojenia. Część umundurowania i ekwipunku udało się dostarczyć do miasta przed wyruszeniem na front. Stan pułku w momencie odejścia na front: 31 oficerów, 661 ułanów i 600 koni. Ułanów doświadczonych w boju było około 20%, pozostali to ochotnicy, głównie młodzież akademicka. 17 grudnia 1918 pułk wyruszył koleją do Przemyśla, gdzie przeglądu dokonał Naczelny Wódz, komendant Józef Piłsudski. Szwadron zbiorowy został przydzielony do grupy gen. Zielińskiego z zadaniem natarcia w kierunku Sambora i ochrony linii Przemyśl – Lwów. 19 grudnia zdobył Nowe Miasto. Wzmocniony piechotą i artylerią do końca grudnia walczył w rejonie miasta, po czym przeszedł do Gródka Jagiellońskiego Przez cały styczeń i połowę lutego stoczył szereg walk i potyczek w rejonie miasta. Od 16 lutego 1919 rozpoczęło się natarcie wojsk ukraińskich, które trwało do 18 marca. Pułk obronił Lubień Wielki i Kamienobród, a potem bezpośrednio Gródek Jagielloński pod nowym dowódcą grupy, pułkownikiem Władysławem Sikorskim. Obrona miasta zaważyła na losach Lwowa, obrońcy przeżywali bardzo trudne chwile i dopiero odsiecz gen. Iwaszkiewicza uratowała zmęczonych i wygłodzonych żołnierzy. Ostatnią akcją zdziesiątkowanych szwadronów był skuteczny atak na miejscowość Wielkopole. Ciężkie straty jakie poniósł pułk (w tym 60% koni) zmusiły go do powrotu do Wolbromia w celu uzupełnienia stanu osobowego (po raz pierwszy przyjęto rekrutów), umundurowania i koni. W Gródku pozostał tylko jeden batalion.
Po uroczystej przysiędze na sztandar przywieziony z Bobrujska, 7 maja 1919 pułk ruszył na front Wołyński do Włodzimierza Wołyńskiego z podporządkowaniem grupie gen. Karnickiego. Ofensywa grupy ruszyła 4 maja. Wojska ukraińskie zaczęły się cofać w kierunku rzeki Styr. Pułk zajął Torczyn i ruszył w kierunku Łucka. Zadaniem było zajęcie mostu na Styrze w Boratynie. Szybkość ataku ułanów zaskoczyła Ukraińców. Pułk błyskawicznie zdobył most i oskrzydlił Łuck, obsadził główne drogi do Dubna i Równego, uniemożliwiając w ten sposób odwrót nieprzyjacielowi. W wyniku takiej taktyki wzięto do niewoli ponad 600 jeńców, dwa działa, dwa samochody i pokaźne tabory. Następnie szwadrony zajęły Łuck, a w koszarach wzięły do niewoli dowódcę frontu ukraińskiego gen. Abeza, który zaproponował kapitulację. Jej wynikiem było poddanie się sześciu pułków ukraińskich wraz z artylerią. Po natarciu pułk kilka dni odpoczywał w Horochowie, po czym otrzymał zadanie zajęcia stacji Brody. Po zajęciu mostu na Styrze, 23 maja wkroczył do miasta, po czym jeszcze tego samego dnia zajął Radziwiłłów. W wyniku tych działań wzięto do niewoli 3000 jeńców, kilka pociągów stojących na stacji, trzy pociągi sanitarne, kilkaset karabinów maszynowych, pociąg pancerny Siczewoj Strelec (Strzelec Siczowy), dwadzieścia dział i tabory. Pociąg pancerny, następnego dnia, nazwano Generał Dowbor. Działania te pułk przeprowadzał samodzielnie, w oddaleniu o około 80 km od najbliższego oddziału piechoty, świadczy to o skuteczności konnicy na ówczesnym polu walki.
Po tych bojach pododdziały zostały zluzowane i przebazowane do Leszniowa, gdzie do drugiej połowy czerwca patrolowały rzekę Ikwę (największy dopływ Styru). 21 czerwca pułk otrzymał rozkaz wycofania się na linię Stanisławczyk – Rażniów. 27 czerwca pułk został podporządkowany 6 Dywizji Strzelców Polskich, a następnego dnia przeszedł do Gołogór i rozpoczął natarcie przez Wiśniowczyk na Dunajów. Pułk rozgromił kolumny wroga i ścigał go aż do Kozowej, którą wziął 2 lipca. Następnego dnia został połączony z 9 pułkiem ułanów w V Brygadę Jazdy pod dowództwem francuskiego pułkownika de Colbert. Z Kozowej pułk ruszył w kierunku na Zbrucz, 21 lipca zajął Podwłoczyska. Tam dowództwo brygady, przed odjazdem jednostki pociągiem do Łucka, objął dawny dowódca pułku płk Stefan Suszyński. Pułk zajął jeszcze Kryłów, Zdołbunów i 12 sierpnia 1919 odszedł do Annopola, gdzie po zawieszeniu broni pełnił służbę patrolową w rejonie Sławury. 22 września pułk został włączony do IV Brygady Jazdy i przybył do Horodnicy nad Słuczą. Od 8 października wrócił do V Brygady i do 25 października pełnił służbę rozpoznawczą w rejonie Sławury. Z rozkazu Naczelnego Dowództwa został przeniesiony na Pomorze.

### Na Pomorzu
1 pułk Ułanów Krechowieckich znalazł się wśród jednostek, które wyzwalały Pomorze. W związku z tym, 29 października 1919 został on przetransportowany do Ciechocinka, gdzie w składzie 5 Brygady Kawalerii pozostał do 16 stycznia 1920. Czas ten wykorzystano na uzupełnianie składów osobowych szwadronów, uzupełnianie ekwipunku i szkolenie żołnierzy. Także z Ciechocinka wyjechała do Szkoły Podchorążych w Warszawie pierwsza grupa ułanów-akademików. Szwadrony przekroczyły granicę 17 stycznia 1920, gdzie witane przez mieszkańców weszły do Torunia. Następnie przez Chełmżę, Popowo Biskupie, Grudziądz, Nowe, Pelplin, Starogard i Żukowo dotarły do Pucka. Wszędzie witały je bramy triumfalne, orkiestry, a przede wszystkim tłumy mieszkańców. W Pucku 10 lutego 1920 jeden szwadron Pułku towarzyszył gen. Józefowi Hallerowi w czasie zaślubin z morzem i zanurzył sztandar w wodach Bałtyku.

### W wojnie polsko-bolszewickiej
Na Front Wołyński, do Berezdowa, pułk powrócił 10 kwietnia 1920 i został podporządkowany Dywizji Jazdy gen. Romera.
Dywizja miała za zadanie wykonać zagon w głąb terytorium nieprzyjaciela – przebyć w ciągu dwóch dni około 160 km po czym zająć i utrzymać, do czasu przybycia piechoty, stację Koziatyn. W tym czasie stan pułku wynosił: 20 oficerów, 600 „szabel” i 10 ciężkich karabinów maszynowych. Po przejściu do Radunina, wczesnym rankiem 25 kwietnia pododdziały ruszyły do wykonania zadania. Na moście na rzece Słucz w okolicach Rohaczowa przeglądu Dywizji dokonał Naczelnik Państwa, marszałek Józef Piłsudski. Następnego dnia pułk był w Rudni na biwaku i po odpoczynku przez Hwozdawkę i Białopole, po przebyciu około 80 km, podszedł pod Koziatyn, niszcząc po drodze urządzenia łączności (telegrafu) i most kolejowy na rzece Moczychwost, odcinając w ten sposób wojska sowieckie od zaopatrzenia. W zwycięskim ataku na stację towarową Koziatyn wziął do niewoli ponad 2000 jeńców. Tego dnia Dywizję wizytował ponownie Józef Piłsudski. 27 kwietnia zmęczonych ułanów zluzowała piechota.
Po kilku dniach patrolowania stacji ruszył 2 maja do Białej Cerkwi, nie napotykając po drodze nieprzyjaciela, który zaskoczony szarżą, bez łączności i zaopatrzenia był zmuszony wycofać się za Dniepr. Po odpoczynku przez Kohorlicką Słobodę i Rzyszczów nad Dnieprem dotarł do wsi Szubówka, którą zajął po krótkiej walce. Z rozkazu Naczelnego Dowództwa cała Dywizja miała wyznaczoną na 15 maja koncentrację w rejonie Sieniawa – Taraszcza – Czupira – Czerkasy. Pułk rozlokował się w Sieniawie. Na nowego dowódcę Dywizji wyznaczono gen. Karnickiego. Zbliżała się ofensywa armii Budionnego.
Jeden dywizjon pułku został skierowany do Wołodarki. Pod tą miejscowością rozegrała się pierwsza bitwa i pierwsze odniesione zwycięstwo ułanów nad 20 pułkiem kozaków i 19 pułkiem kawalerii armii Budionnego. Szarża ułanów wywarła tak silne wrażenie na przeciwniku, że spowodowała przejście na polską stronę brygady kozaków, po uprzednim wycięciu komisarzy komunistycznych. Komunikat Naczelnego Dowództwa z 31 maja 1920 w taki sposób opisywał bój (pisownia oryginalna):

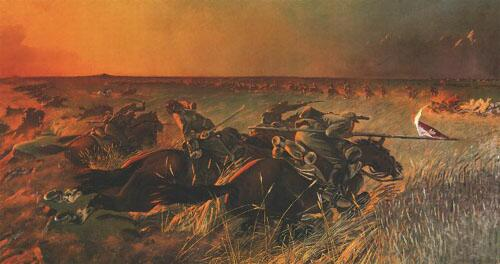
Bitwa pod Wołodarką Mikołaja Wisznickiego

W rejonie m. Wołodarka trzy szwadrony 1 pułku ułanów w szarży na baterję ostrzeliwane silnie kartaczami i zaatakowane od flanki przeważającymi siłami cofnęły się tracąc 2 oficerów i kilkunastu ułanów zabitych, jednego oficera i 30 ułanów rannych. Szarża 4. szwadronu 1 pułku ułanów odrzuciła jazdę nieprzyjacielską do m. Wołodarka, zadając mu ciężkie straty i biorąc jeńców z 6 dyw. jazdy sow.

 Bój pod Wołodarką miał także znaczenie moralne – do końca wojny polsko-bolszewickiej żaden oddział kozaków nie wytrzymał szarży któregokolwiek szwadronu pułku. Kolejna bitwa, w której brali udział ułani pułku rozegrała się pod Antonowem. Dywizja została zaatakowana przez dwie dywizje sowieckie z samochodami pancernymi. Ataki zostały odparte. Budionny skoncentrował armię na wschód od Samhorodka i 5 czerwca 1920, uderzając na krótkim odcinku dużymi siłami, przeszedł na tyły polskiego frontu, kierując się na Żytomierz i Berdyczów. Od 8 czerwca Dywizja, a w jej składzie pułk, posuwając się za nieprzyjacielem, prowadził walki na kierunku Horodyszcze – Pustowarowo – Tchorówka, Skwira – Samhorodek do Wernyhorodka. Jednak kontrnatarcie Budionnego zmusiło do wycofania się w rejon Koziatyna. W następnych dniach stoczył kolejne potyczki i 19 czerwca przeszedł wpław rzekę Słucz, po czym zorganizował obronę wzdłuż rzeki w składzie grupy gen. Romera (dywizją dowodzi już gen. Sawicki). Na skutek ciągłych, zaciętych walk drastycznie zmniejszyła się siła bojowa pułku – do zaledwie czterech plutonów liniowych i czterech ciężkich karabinów maszynowych na jukach (przewożone na grzbietach koni) oraz dwóch na taczankach, a 240 rannych i chore konie trzeba było odesłać na leczenie. W ramach obrony Równego przez dywizję, pułk zajął pozycje w rejonie wsi Kołodzianka, jednak atak nieprzyjaciela i zajęcie Równego zmusiło oddziały do wycofania się, przez okrążenie, w rejon Łucka. Od 12 lipca 3. zbiorowa brygada płk Plisowskiego, w której skład weszły szwadrony pułku, walczyła nad Styrem i w czasie odwrotu do Beresteczka osłaniała odwrót piechoty. Kilka dni później pułk został odesłany do Tarnowa w celu uzupełnienia składu osobowego, koni i wyposażenia.
Pułk, uzupełniony do pełnego stanu, 22 lipca 1920 przybył do Zamościa i wszedł w skład 1 Dywizji Jazdy gen. Rómmla, powstałej po rozformowaniu Grupy gen. Sawickiego. Z zadaniem obrony na linii rzeki Styr 28 lipca zdobył przeprawy pod Grzymałówką i przeszedł na drugi brzeg, jednak z powodu wyczerpania amunicji wrócił pod Beresteczko. Do 8 sierpnia trwały walki nad Styrem, kolejne szarże kawalerii sowieckiej były odrzucane za rzekę. Tego dnia część polskich jednostek odeszła pod Warszawę, przez co front południowy został poważnie osłabiony. Kolejna szarża 14 Dywizji Kawalerii wroga, dopiero po wyczerpaniu amunicji, zmusiła pułk do wycofania się pod Radziechów, po czym przeszedł w rejon Chołojowa z zadaniem utrzymania miejscowości i obrony ośmiokilometrowego odcinka na przedpolu miasta.

Nieprzyjaciel dysponujący samochodami pancernymi i artylerią, po zaciętym boju, zmusił szwadrony do wycofania się (pułk wycofał się w szyku, bez paniki) w kierunku na Babice. W czasie odwrotu zginął pełniący obowiązki dowódcy pułku rtm. Kazimierz Zakrzewski. Dalszy odwrót prowadził przez Wolę Chołojowską i Sielec, pod Bieńkowem, pododdziały przekroczyły Bug i doszły do Rekliniec, a potem wraz z całą dywizją zostały skierowane do Żółkwi. Dywizja uderzyła na skrzydło armii Budionnego idącego na Lwów. Pułk rozbił doszczętnie 74 pułk kozaków, zajął wsie Dzibułki i Żółtańce, a następnie – wraz z 14 pułkiem ułanów – 4. i 14. Dywizje Kawalerii sowieckiej (w akcji tej przechwycono radiodepeszę Trockiego nakazującą Budionnemu zmianę kierunku natarcia na północny). Pułk 24 sierpnia został wzmocniony dwoma szwadronami, w tym jednym ochotniczym składającym się z ziemian powiatów skierniewickiego i lipnowskiego. W tym czasie uformowała się w rejonie miasta Bełz Grupa Operacyjna gen. Hallera składająca się z 13 Dywizji Piechoty i 1. Dywizji Jazdy. Pułk, który przeprowadzał rozpoznanie w rejonie Cebłowa, stoczył kilkugodzinną zwycięską walkę z całą 6 Dywizją Kozaków, a następnie 29 sierpnia zajął miejscowość Tyszowce. W następnych dniach brał udział w odrzuceniu Budionnego od Zamościa i zepchnięciu go za Bug. Do 4 września 1920 uczestniczył w okrążeniu armii Budionnego, obsadzając drogę Tyszowce – Komarów po zachodniej stronie kotła. Szwadrony stoczyły zwycięski bój z kawalerią sowiecką pod wsią Cześniki, nie pozwalając nieprzyjacielowi wyrwać się z matni. Jednak Budionnemu udało się przerwać pierścień na kierunku północno-wschodnim. VI Brygada Jazdy płk Plisowskiego, w której składzie walczył pułk, sforsowała rzekę Huczwę w rejonie Łaszczów – Czerkasy i wyparła nieprzyjaciela z Czerkas. Pod Łaszczowem pułk odniósł zwycięstwo, tak zanotowane w meldunku dowództwa 3 Armii (pisownia oryginalna): 

... 6 Brygada Jazdy rozbiła obydwa pułki bolszewickie atakując Łaszczów. Akcję rozstrzygnął 4 szwadron 1 pułku ułanów krechowieckich, którego dowódca, por. Chmielewski samorzutnie zaszarżował na nieprzyjaciela, biorąc 7 k.m. i 100 jeńców, zaścielając pole walki zarąbanymi bolszewikami...

 Pościg za nieprzyjacielem nastąpił w kierunku na Styr. W połowie września utworzono Korpus pod dowództwem gen. Rómmla, składający się z 1. i 2 Dywizji Jazdy. Korpus ten, po przekroczeniu Styru, ścigał nieprzyjaciela aż do Ostroga nad Horyniem, a następnie wykonał zagon w kierunku na Korosteń, który zdobył 10 października. Straty wroga to: rozbite dwie dywizje piechoty, 2000 jeńców, 12 dział, trzy pociągi pancerne tabory i zaopatrzenie. Z Korostenia pułk cofnął się wraz z Korpusem nad rzekę Uborć i tam zastała go wiadomość o zawieszeniu broni.

### Kawalerowie Virtuti Militari
| Żołnierze pułku odznaczeni Krzyżem Srebrnym Orderu Wojskowego Virtuti Militari za wojnę 1918–1920 | Żołnierze pułku odznaczeni Krzyżem Srebrnym Orderu Wojskowego Virtuti Militari za wojnę 1918–1920 | Żołnierze pułku odznaczeni Krzyżem Srebrnym Orderu Wojskowego Virtuti Militari za wojnę 1918–1920 |
| ------------------------------------------------------------------------------------------------- | ------------------------------------------------------------------------------------------------- | ------------------------------------------------------------------------------------------------- |
| Sztandar pułku                                                                                    | rtm. Karol Anders nr 4427 *                                                                       | ppor. Henryk Bansleben                                                                            |
| mjr Jerzy Bardziński                                                                              | kpr. Franciszek Baranek                                                                           | mjr Jan Antoni Bogusławski                                                                        |
| wchm. Kazimierz Bronikowski                                                                       | st. uł. Antoni Brzozowski                                                                         | por. Stanisław Bylina                                                                             |
| plut. Edward Bujnowski                                                                            | uł. Jan Bukar                                                                                     | plut. Teodor Butkiewicz                                                                           |
| mjr Tadeusz Ciecierski nr 2567                                                                    | rtm. Józef Cieszkowski                                                                            | rtm. Czesław Chmielewski nr 3009 *                                                                |
| st. uł. Tadeusz Chmielewski                                                                       | rtm. Zdzisław Chrząstowski                                                                        | plut. Edward Chamanowski                                                                          |
| plut. Józef Chwastowski                                                                           | plut. Antoni Czaja                                                                                | ppor. Józef Czapski                                                                               |
| st. uł. Stanisław Deparasiński                                                                    | plut. Jan Dobek                                                                                   | por. Michał Dziewanowski                                                                          |
| płk Feliks Dziewicki nr 4331                                                                      | rtm. Tadeusz Dziewicki nr 2553 *                                                                  | por. Ziemowit Grabowski nr 2614                                                                   |
| plut. Klemens Grzybowski                                                                          | st. uł. Władysław Jańczyk                                                                         | wchm. Czesław Jankowski                                                                           |
| rtm. Tadeusz Jezierski                                                                            | wchm. Kazimierz Kaczmarski                                                                        | uł. Michał Kaukus                                                                                 |
| plut. Kazimierz Kempe                                                                             | ppor. Eugeniusz Kompko                                                                            | por. Feliks Kopeć nr 4451 *                                                                       |
| ppor. Konstanty Koźmiński                                                                         | wchm. Władysław Kulikowski                                                                        | plut. Antoni Leonowicz                                                                            |
| por. Antoni Lipski nr 2561                                                                        | rtm. Jan Litewski                                                                                 | rtm. Mieczysław Łebkowski nr 2350                                                                 |
| plut. Michał Majewski                                                                             | wchm. Józef Mańko                                                                                 | rtm. Bolesław Rudnicki nr 3820                                                                    |
|                                                                                                   | rtm. Edward Markiewicz                                                                            | śp. płk Bolesław Mościcki                                                                         |
| ppłk Józef Mielęcki                                                                               | rtm. Edward Milewski                                                                              | ppor. Mieczysław Młynarski                                                                        |
| wchm. Antoni Nikoda                                                                               | por. Janusz Nowaczyński nr 2884 *                                                                 | wchm. Bolesław Nurkiewicz                                                                         |
| st. uł. Józef Ogonowski                                                                           | plut. Stanisław Patrzykąt                                                                         | uł. Eugeniusz Pfeifer                                                                             |
| por. Józef Płużański                                                                              | st. uł. Feliks Piekielnik                                                                         | por. Henryk Plater-Zyberg                                                                         |
| ppor. Bolesław Podhorski                                                                          | mjr Zygmunt Podhorski nr 2552 *                                                                   | ppor. Maurycy Potocki                                                                             |
| rtm. Leon Racięcki nr 2568 *                                                                      | por. Bohdan Maria de Rosset nr 4506 *                                                             | śp. plut. Henryk Hannibal Rostropowicz nr 8034                                                    |
| wchm. Antoni Rygał                                                                                | st. uł. Jan Rutkowski                                                                             | wchm. Eugeniusz Rzepecki                                                                          |
| rtm. Aleksander Sędzimir nr 2551 *                                                                | por. Olgierd Ślizień                                                                              | wchm. Jan Słuchocki                                                                               |
| ppor. Adam Sołtan                                                                                 | kpr. Władysław Starzyński                                                                         | plut. Aleksander Stępniak                                                                         |
| wchm. Józef Stobniak                                                                              | wchm. Walenty Strużyk                                                                             | st. uł. Stanisław Suchodolski                                                                     |
| st. uł. Ludwik Sylwestrowicz                                                                      | kpr. Aleksander Tellier                                                                           | kpr. Franciszek Tomczyk (imię?)                                                                   |
| st. ułan Alfons Wagnowski nr 2599 *                                                               | płk Mikołaj Wisznicki                                                                             | plut. Zenon Witkowski                                                                             |
| płk Sergiusz Zahorski nr 2037 *                                                                   | por. Aleksander Zamoyski                                                                          | wchm. Adolf Zaydel                                                                                |
| uł. Antoni Zakólski                                                                               | kpr. Stanisław Zakrzewski                                                                         | wchm. Jan Kruszyński                                                                              |

Ponadto Krzyżem Walecznych zostało odznaczonych 108 oficerów, 251 podoficerów oraz 291 starszych ułanów i ułanów. Wśród odznaczonych Krzyżem Walecznych po raz pierwszy i drugi był por. rez. Ignacy Plater-Zyberk.

## Pułk w okresie pokoju

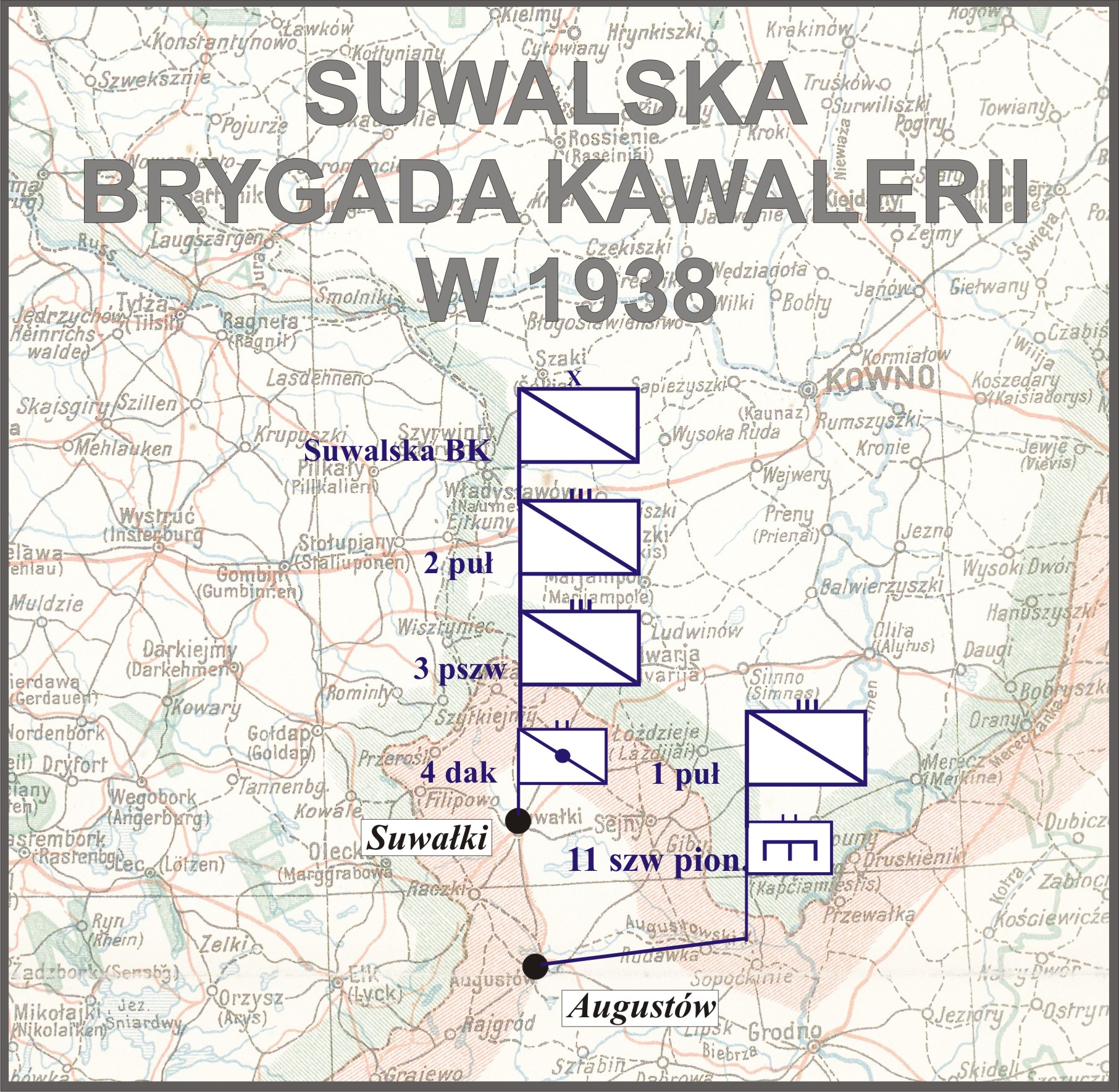

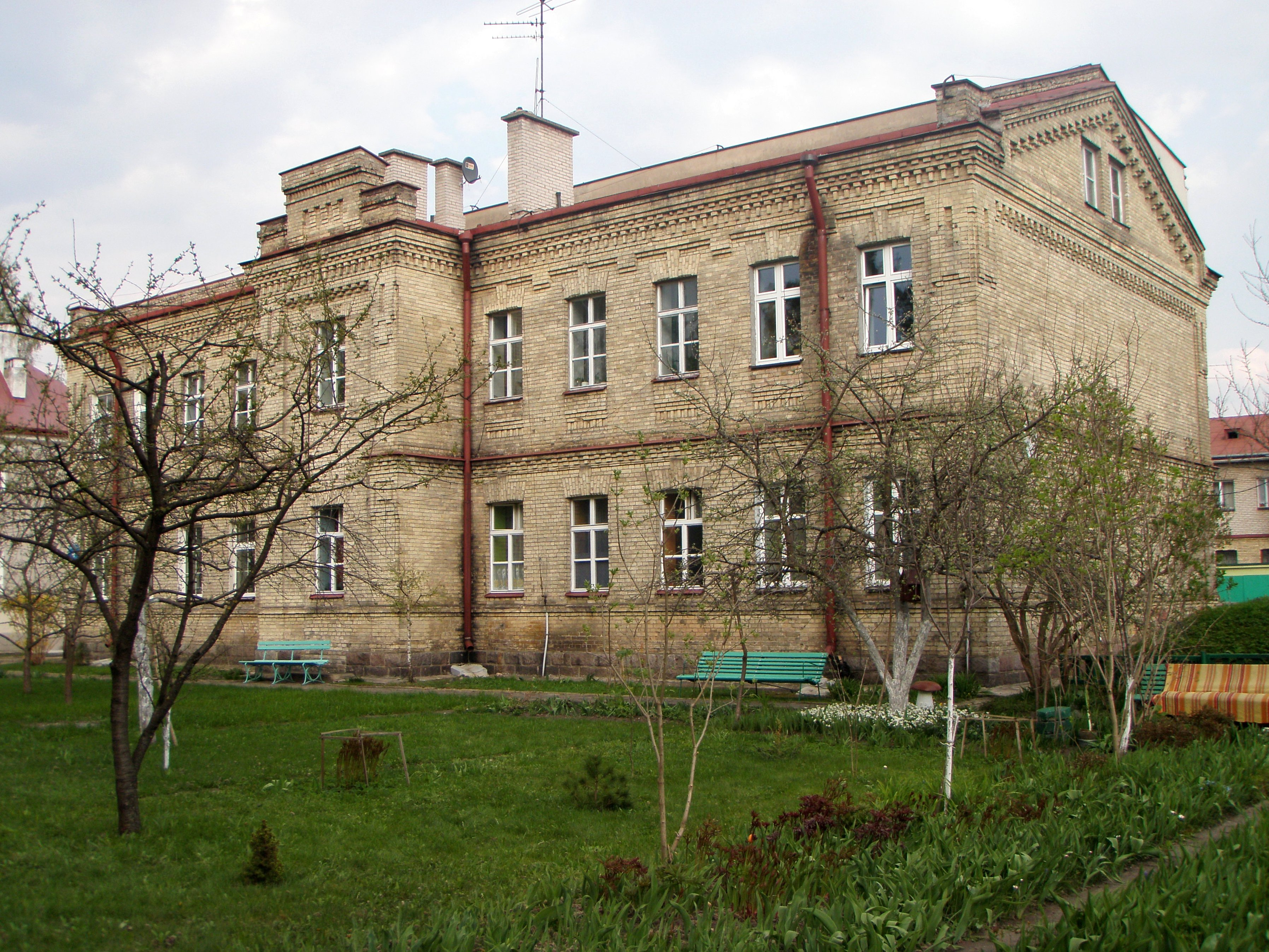
Budynek dawnych koszar w Augustowie (2011)

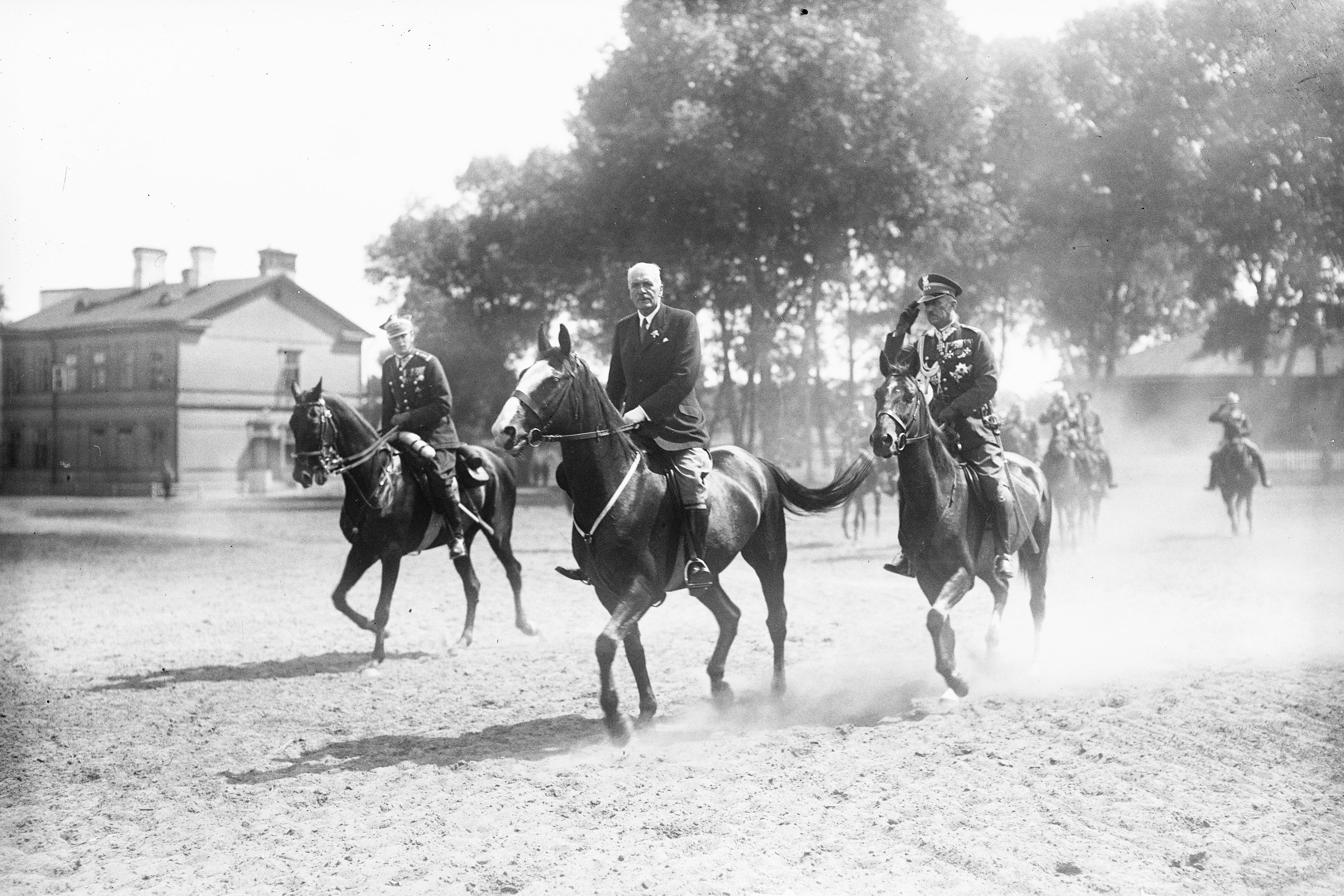
15-lecie 1 puł. w Augustowie. Prezydent Ignacy Mościcki przejeżdża konno przed frontem oddziałów (1932).

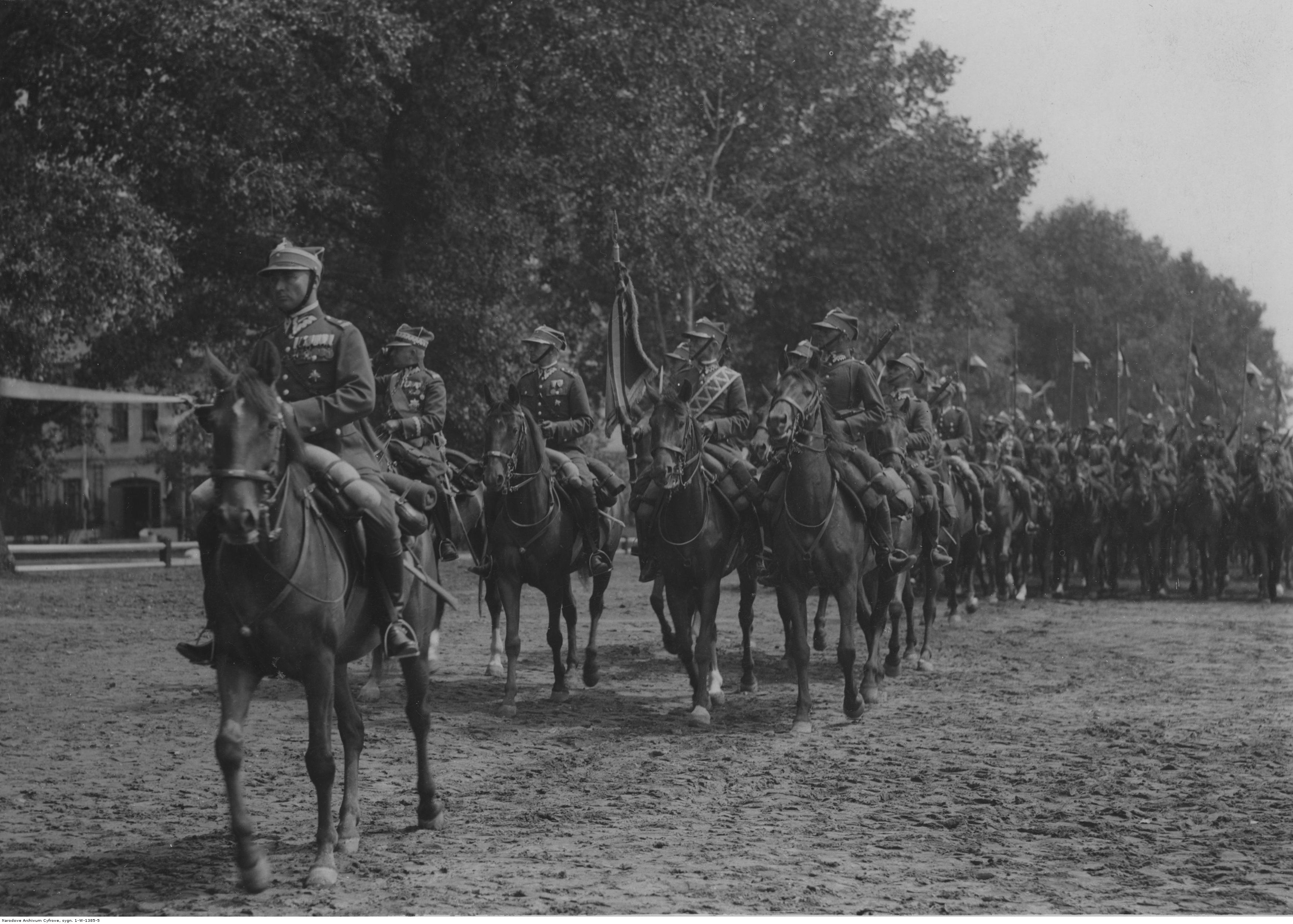
15-lecie 1 puł. Defilada pododdziałów

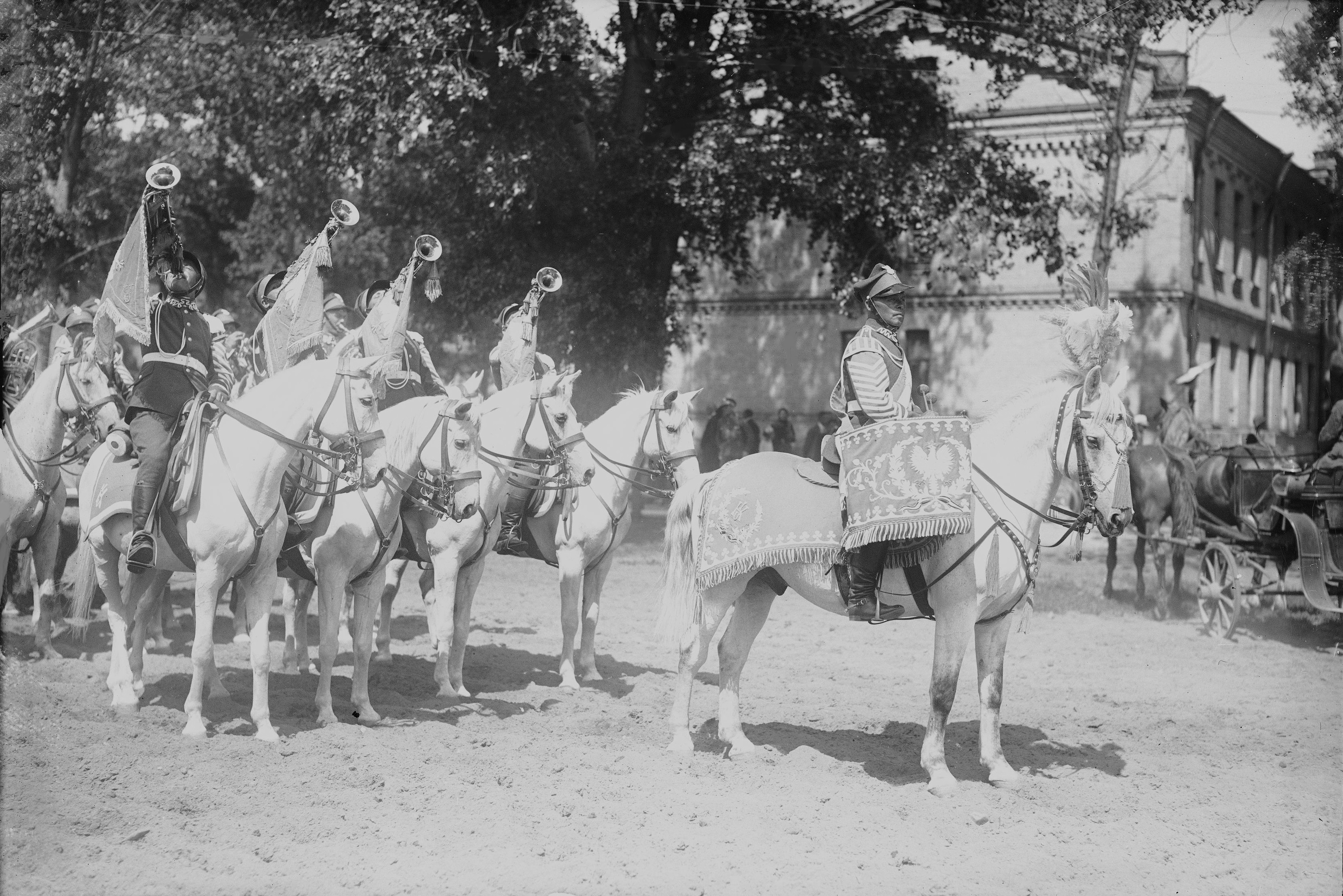
Orkiestra pułku

Zimą 1920/21 Pułk stacjonował pod Łuckiem, po czym na wiosnę 1921 został przetransportowany w okolice Hrubieszowa, a stamtąd do swojego garnizonu w Augustowie. W ramach reorganizacji polskiej kawalerii wszedł ostatecznie w skład Suwalskiej Brygady Kawalerii. Został ulokowany w koszarach wybudowanych w latach 1894–1890 dla garnizonu carskiego, a potem do 1919 zajmowanych przez wojska niemieckie. Początki były trudne – brakowało sprzętów, pomieszczenia przeznaczone na stajnie trzeba było przystosowywać do nowych potrzeb, place ćwiczeń i place manewrowe były zniszczone. Po usunięciu przeszkód pułk podjął normalną służbę. W Święto Pułku 24 lipca 1925 uroczyście obchodzono 10-lecie jego istnienia. W uroczystości wziął udział minister spraw wojskowych gen. Władysław Sikorski. Po mszy przed kościołem garnizonowym (byłej cerkwi garnizonowej) minister odebrał defiladę szwadronów. Piętnastolecie powstania pułku obchodzono 24 lipca 1932. Na uroczystości przybył prezydent Rzeczypospolitej Polskiej Ignacy Mościcki, a wraz z nim gen. Edward Śmigły-Rydz – Generalny Inspektor Sił Zbrojnych i gen. Kazimierz Fabrycy – pierwszy wiceminister spraw wojskowych. Byli także: gen. Tadeusz Kutrzeba, gen. Juliusz Rómmel i gen. Stanisław Grzmot-Skotnicki. Prezydent Mościcki przyjął meldunek i odebrał defiladę pułku, siedząc na koniu. Zjazd w 20. rocznicę powstania odbył się w 1937.
W 1921 powstało w Warszawie stowarzyszenie ułanów pułku, a w 1927 stowarzyszenie oficerów Koło Krechowiaków. Stowarzyszenia odbywały regularne zjazdy i coroczne bale pułkowe. Także w 1921 wybudowano i zasiedlono na Wołyniu dwie osady dla weteranów wojen i rezerwistów – koło Równego i w Bolesławicach.
W lipcu 1931 powstał zespół pływacki pułku, a w 1935 wybudowano pływalnię. Propagowano też żeglarstwo. Od 16 do 30 września 1937 podoficerowie pułku uczestniczyli w kursie żeglarskim dla podoficerów, a porucznicy Jan Łopaciński i Andrzej Czaykowski odbywali rejsy na „Zawiszy Czarnym”.
Począwszy od 2 czerwca 1935 organizowano coroczne wyścigi kolarskie na trasie 22 km. W styczniu 1938 rozpoczęto organizować dla podoficerów lekcje boksu. 1 kwietnia 1937 rozpoczął działalność Wojskowy Klubu Sportowy Augustów. Prezesem został rtm. Stanisław Perekładowski. Uruchomiono cztery sekcje: konną oficerską, konną podoficerską, strzelecką i piłki nożnej. W październiku utworzono piątą: motorową.
W 1935 oddano do użytku Oficerski Yacht Klub nad Jeziorem Białym z basenem portowym. Odpoczywali tu również dygnitarze II RP.

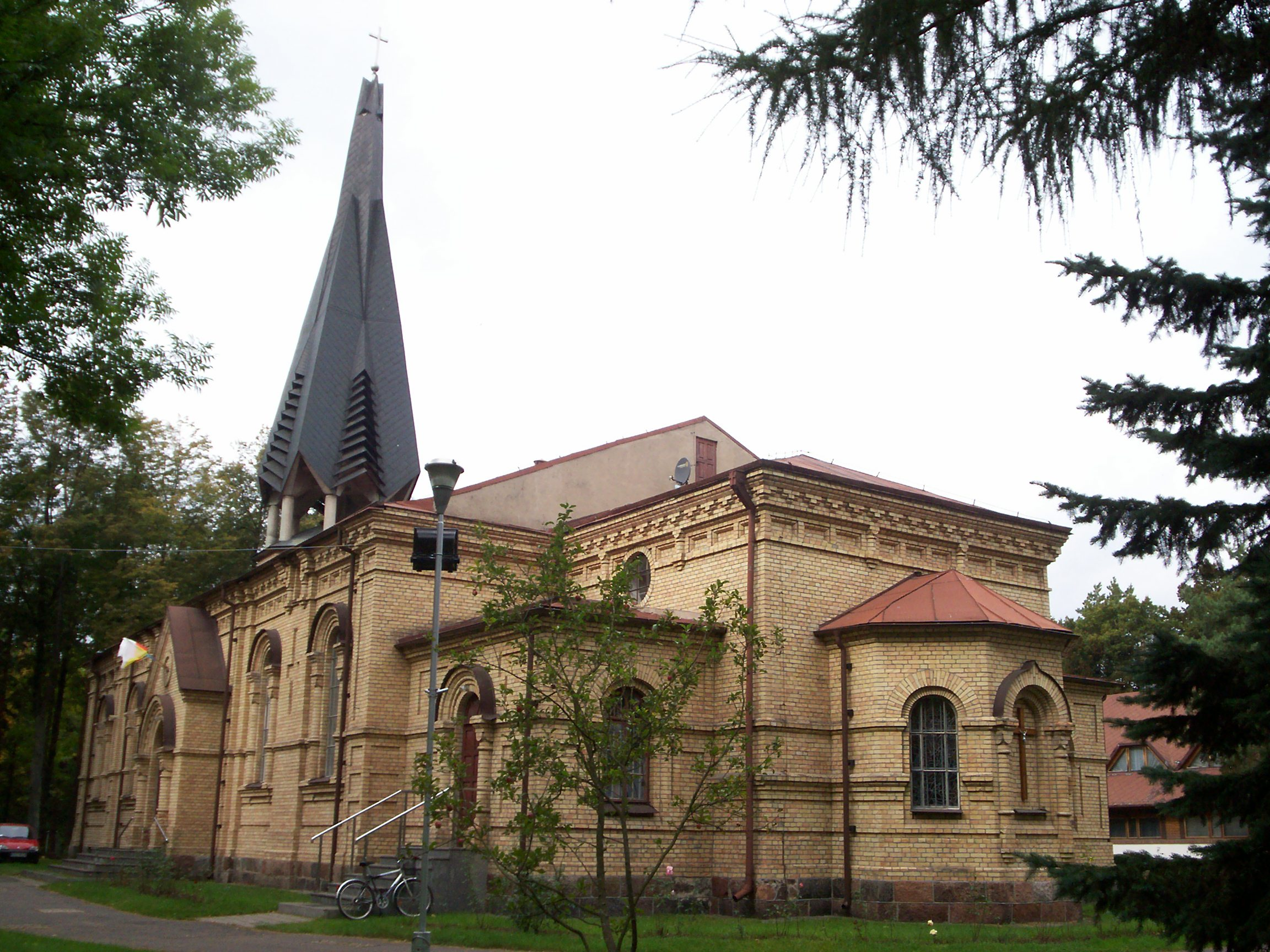
Kościół garnizonowy, dziś kościół MB Częstochowskiej

W zwyczaju pułku, który potem przyjął się w Wojsku Polskim, był wprowadzony przez pułkownika Mościckiego sposób, w jaki żołnierz pochwalony lub odznaczony odpowiadał przełożonemu: „Ku chwale Ojczyzny, Panie… (tu wymieniał stopień)”. Do rangi symbolu wśród ułanów urósł Krechowiak – koń pułkownika Mościckiego. Na nim, na Igrzyskach Olimpijskich w Paryżu ppłk Karol Rómmel zajął we Wszechstronnym konkursie konia wierzchowego indywidualnie 10. miejsce, a drużynowo (w drużynie startował także Tadeusz Komorowski) 7. miejsce. Dowódcy pułku dosiadali Krechowiaka podczas szczególnych uroczystości. Wraz ze zmianą dowódcy odchodzący przekazywał, przed frontem pułku, sztandar i po ślubowaniu przekazywał następcy Krechowiaka. Koń stał w oddzielnej stajni i był oczkiem w głowie całego pułku. Po śmierci w 1939 został spreparowany, wypchany, założono mu rząd jaki miał pod Krechowcami i przekazano do Muzeum Wojska Polskiego w Warszawie. W kasynie oficerskim, w którym przestrzegana była wyjątkowa punktualność, naprzeciw miejsca dowódcy pułku stał zawsze pusty fotel, a na stole nakrycie płk Mościckiego. Dla uczczenia bitwy pod Krechowcami ustanowiony został pamiątkowy ryngraf z wizerunkiem Matki Bożej Częstochowskiej, wręczany ułanom za dwudziestoletnią służbę. Adiutant pułku i kotlista, w czasie uroczystości oficjalnych, mieli pod siodłem amarantowy czaprak na wzór huzarskiego z monogramem pułku „1UK”.
Braterskie stosunki łączyły pułk z 12 pułkiem Ułanów Podolskich i 14 pułkiem Ułanów Jazłowieckich, z którymi ramię w ramię walczył w ramach VI Brygady Jazdy płk. Plisowskiego pod Komarowem.
| Pułk w planie mobilizacyjnym „S” | Pułk w planie mobilizacyjnym „S” | Pułk w planie mobilizacyjnym „S” |
| Nazwa pododdziału                | Miejsce mobilizacji              | Termin                           |
| -------------------------------- | -------------------------------- | -------------------------------- |
| dowódca pułku z drużyną          | Augustów                         | alarm                            |
| pluton łączności                 | Augustów                         | alarm                            |
| 1÷4 szwadrony                    | Augustów                         | alarm                            |
| szwadron karabinów maszynowych   | Augustów                         | alarm                            |
| dowódca brygady kawalerii nr 11  | Augustów                         | alarm                            |
| kolumna taborowa nr 361          | Białystok                        | 6                                |
| kolumna taborowa nr 362          | Białystok                        | 7                                |
| kolumna taborowa nr 382          | Białystok                        | 12                               |
| uzupełnienie do czasu „W”        | Białystok                        | 5                                |
| szwadron marszowy 1/1 puł        | Białystok                        | 18                               |
| szwadron zapasowy                | Białystok                        | alarm-15                         |

| Obsada personalna i struktura organizacyjna w marcu 1939 | Obsada personalna i struktura organizacyjna w marcu 1939 |
| Stanowisko                                               | Stopień, imię i nazwisko                                 |
| -------------------------------------------------------- | -------------------------------------------------------- |
| dowódca pułku                                            | ppłk Jan Litewski                                        |
| I zastępca dowódcy                                       | ppłk Karol Anders                                        |
| adiutant                                                 | rtm. Michał Jaczyński (*)                                |
| naczelny lekarz medycyny                                 | mjr dr Michał Borajkiewicz                               |
| lekarz weterynarii                                       | por. Henryk Szklarczyk                                   |
| komendant rejonu PW Konnego                              | rtm. Narcyz Łopianowski                                  |
| II zastępca dowódcy (kwatermistrz)                       | mjr Mieczysław Julian Skrzyński                          |
| oficer mobilizacyjny                                     | mjr adm. (kaw.) Tadeusz Głębocki                         |
| zastępca oficera mobilizacyjnego                         | rtm. Marian Hernik                                       |
| oficer administracyjno-materiałowy                       | rtm. Apoloniusz Ścisłowski                               |
| dowódca szwadronu gospodarczego                          | rtm. Michał Jaczyński (*)                                |
| oficer gospodarczy                                       | kpt. int. Tomasz Jarmołowicz                             |
| oficer żywnościowy                                       | chor. Alfons Wagnowski                                   |
| dowódca plutonu łączności                                | por. Andrzej Rudolf Czaykowski                           |
| dowódca plutonu kolarzy                                  | ppor. Jan Fryderyk Józef Warnke (*)                      |
| dowódca plutonu ppanc.                                   | vacat                                                    |
| dowódca 1 szwadronu                                      | rtm. Tomasz Mineyko                                      |
| dowódca plutonu                                          | ppor. Zygmunt Nowiński                                   |
| dowódca plutonu                                          | ppor. Zbigniew Antoni Rymaszewski                        |
| dowódca plutonu                                          | ppor. Jan Fryderyk Józef Warnke (*)                      |
| dowódca 2 szwadronu                                      | rtm. Wincenty Chrząszczewski                             |
| dowódca plutonu                                          | por. Michał Ireneusz Czarnecki                           |
| dowódca plutonu                                          | ppor. Antoni Burlingis                                   |
| dowódca 3 szwadronu                                      | por. Konstanty Karol Barański                            |
| dowódca plutonu                                          | ppor. Franciszek Fudakowski                              |
| dowódca plutonu                                          | ppor. Kazimierz Wierzbiański                             |
| dowódca 4 szwadronu                                      | rtm. Stanisław Perekładowski                             |
| dowódca plutonu                                          | ppor. Mieczysław Jan Łukaszewicz                         |
| dowódca szwadronu km                                     | rtm. Jan Zagórski                                        |
| dowódca plutonu                                          | por. Józef Maria Ludwik Malanowski                       |
| dowódca szwadronu zapasowego                             | rtm. Witold Hankisz                                      |
| zastępca dowódcy                                         | por. Stanisław Franciszek Smrokowski                     |
| odkomenderowany                                          | por. Leszek Kazimierz Filipczuk                          |
| na kursie                                                | por. Jerzy Rożałowski                                    |

## Osada Krechowiecka

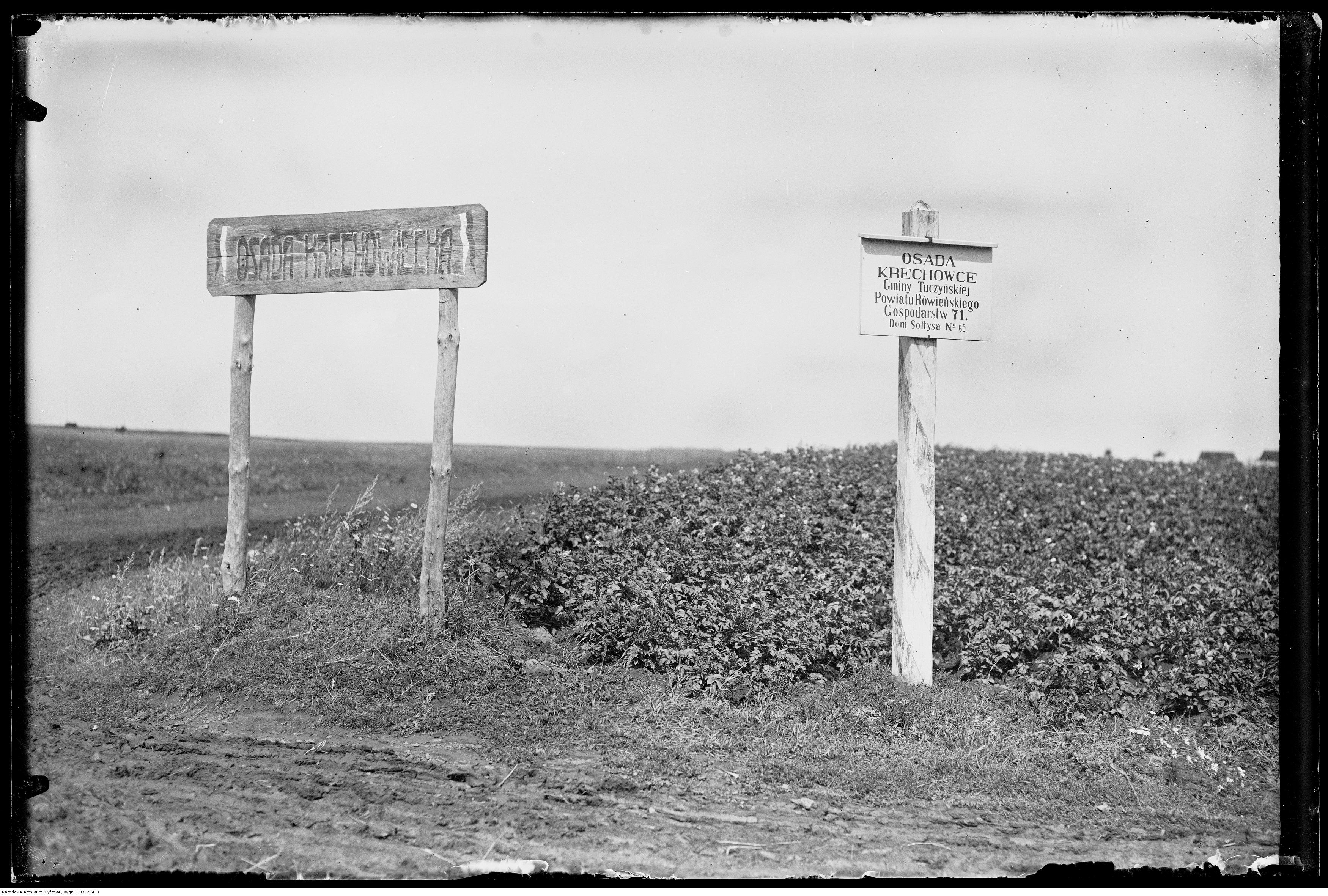
Słupy wyznaczające granice Osady Krechowieckiej

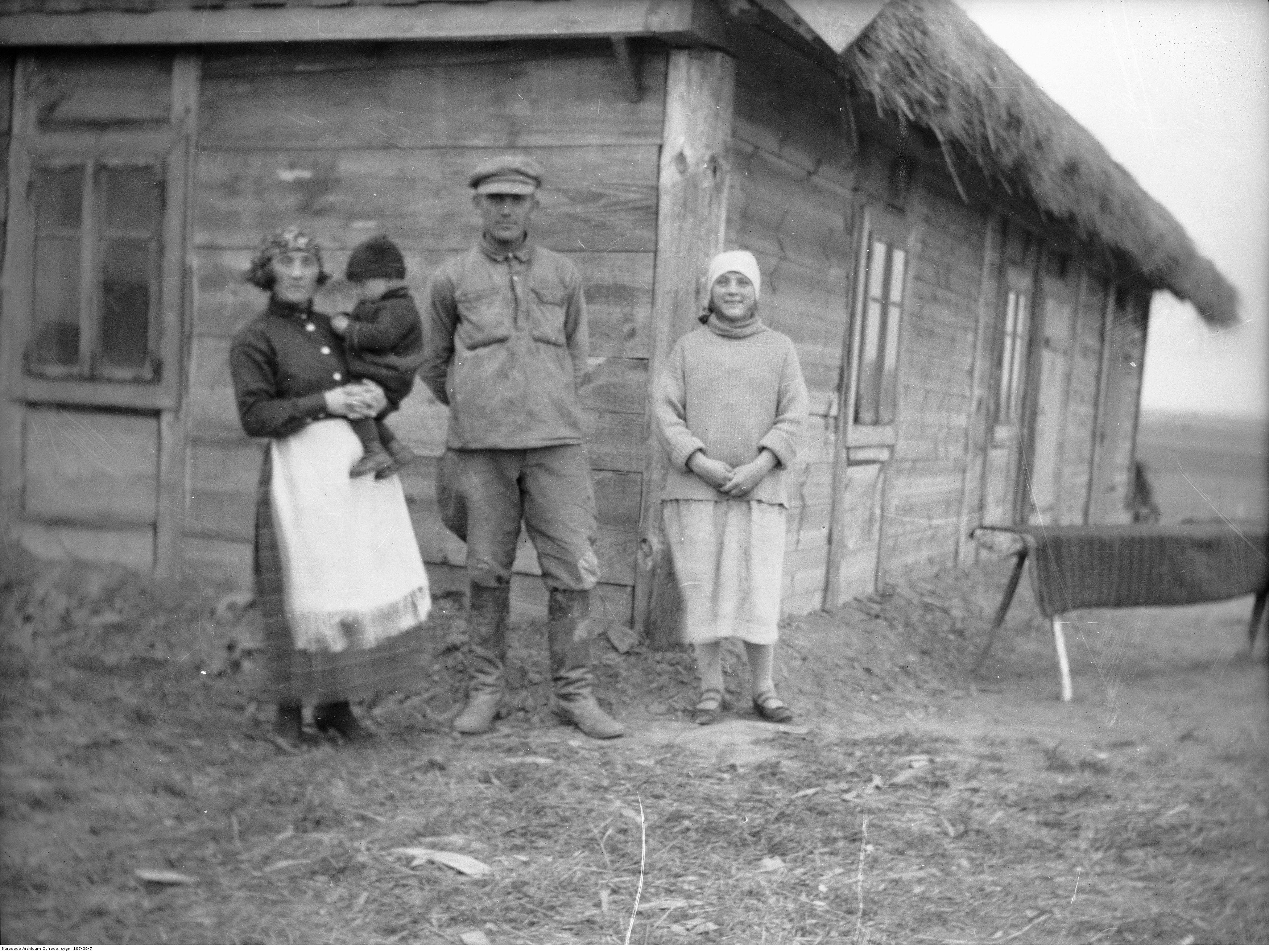
Rodzina osadników przed swym domem, rok 1924

5 kwietnia 1921 na podstawie ustawy z 17 grudnia 1920 o nadaniu ziemi żołnierzom Wojska Polskiego utworzono Osadę Krechowiecką (położenie osady: 50°41′27″N 26°25′07″E/50,690833 26,418611). Rozlokowano ją na poligonie szubińskim w powiecie rówieńskim na Wołyniu.
Grupa 102 ułanów sformowała szwadron detaszowany składający się ze zdemobilizowanych żołnierzy pułku. Dowódcą tego wydzielonego szwadronu został ppor. rez. Bolesław Podhorski. Z macierzystego pułku osadnicy otrzymali: 240 koni, 100 karabinków i 10 tysięcy amunicji, kilkanaście wozów taborowych, 2 kuchnie polowe, brezenty, worki, liny, drobny sprzęt itp; żadnych jednak narzędzi ani sprzętu rolniczego. […] Przez pierwsze 3 miesiące osadnicy mieli zapewnione wyżywienie dla ludzi, a przez 6 miesięcy – dla koni z garnizonu w Równem. Obszar osady został podzielony na 102 indywidualne gospodarstwa o rozmiarach od 11 do 25 hektarów. Pierwszą zimę spędzono w ziemiankach.
W 1925 1 pułk ułanów przekazał Osadzie Krechowieckiej swój drugi sztandar ufundowany przez Polaków w Moskwie. Stał się on symbolem wiążącym osadę z macierzystym pułkiem.
W 1936 wybudowano i poświęcono murowany kościół na Karłowszczyźnie służący osadom Krechowieckiej, Jazłowieckiej, Hallerowo i Bajonówka. W maju 1939 oo. paulini z Częstochowy ofiarowali Osadzie Krechowieckiej kopię obrazu Matki Boskiej Częstochowskiej. Został on umieszczony w głównym ołtarzu.
W 1939 Osada Krechowiecka miała już bitą drogę łączącą ją z Równem. Miejscowa spółdzielnia dysponowała spichrzem zbożowym o pojemności 20 wagonów. Funkcjonowały: centrala mleczarska z 5 filiami, mechaniczna piekarnia, kwaszarnia kapusty, stały ośrodek zdrowia z poradnią matki i dziecka i przychodnią dentystyczną. Działała filia Kasy Stefczyka, spółdzielnia spożywców, oddział poczty i centrala telefoniczna. W 1941 rozpoczęły się wywózki osadników wojskowych i ich rodzin na Syberię.

## 1 puł. w kampanii wrześniowej 1939

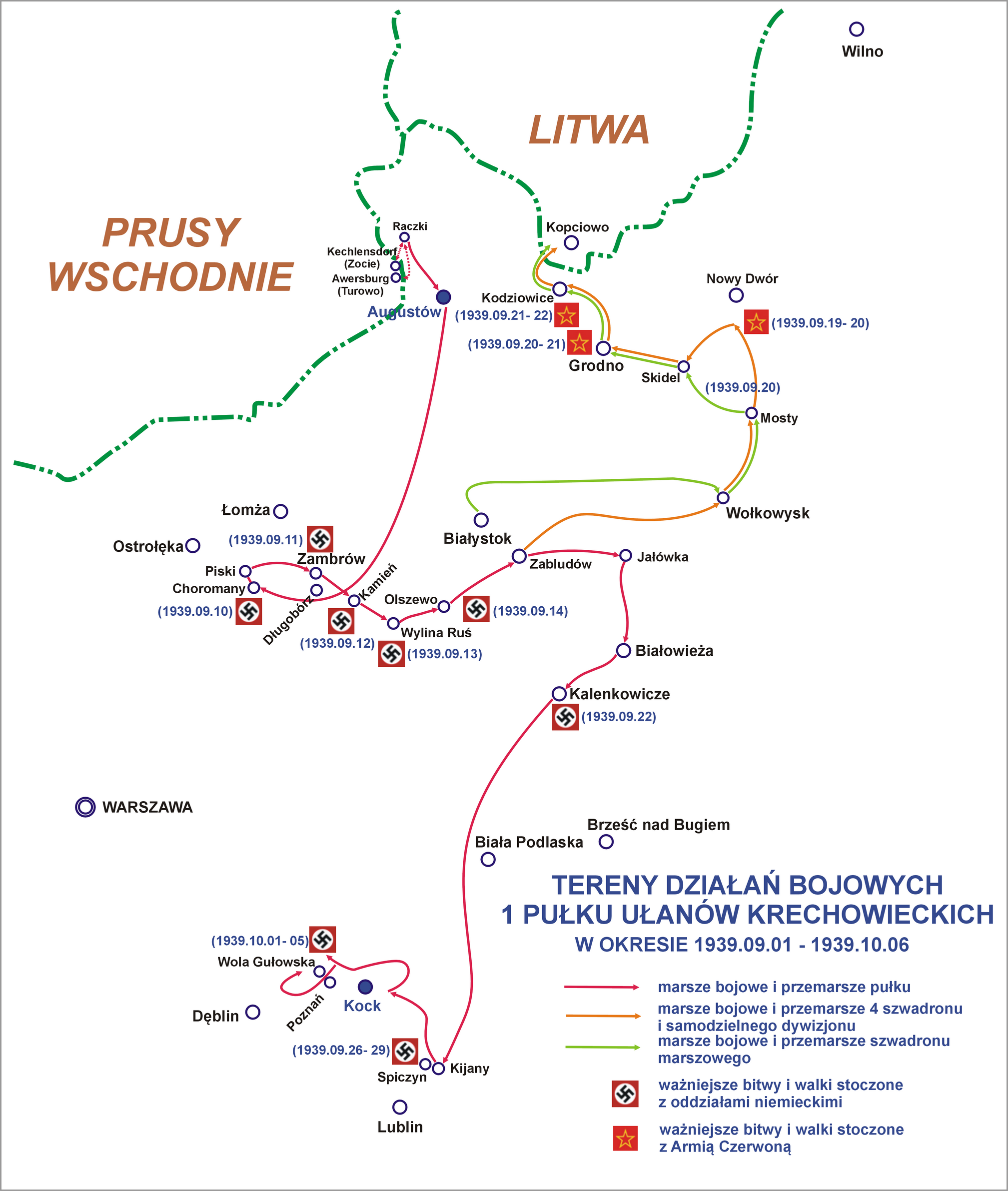
Tereny działania Pułku w okresie 1.09.1939 – 6.10.1939

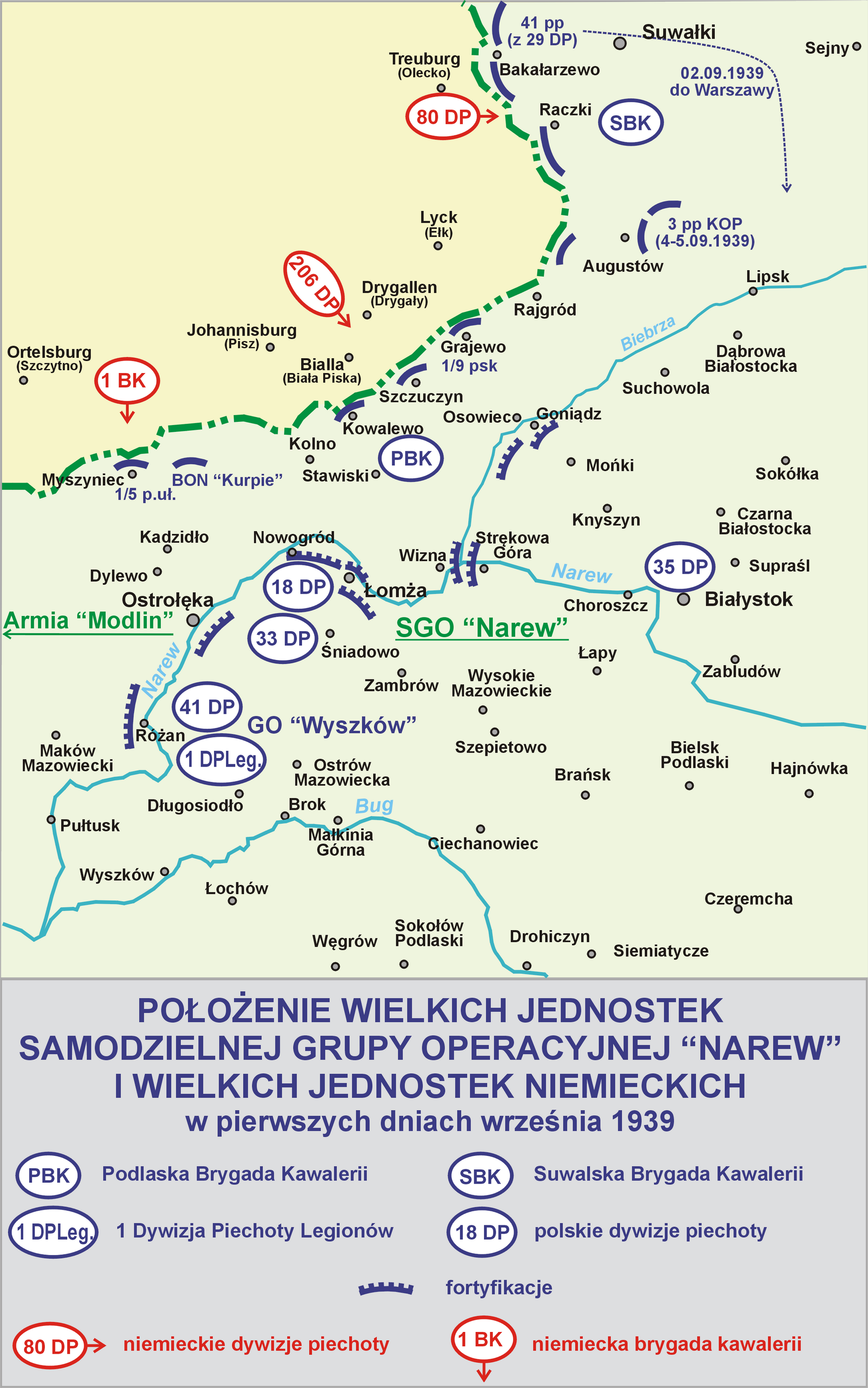

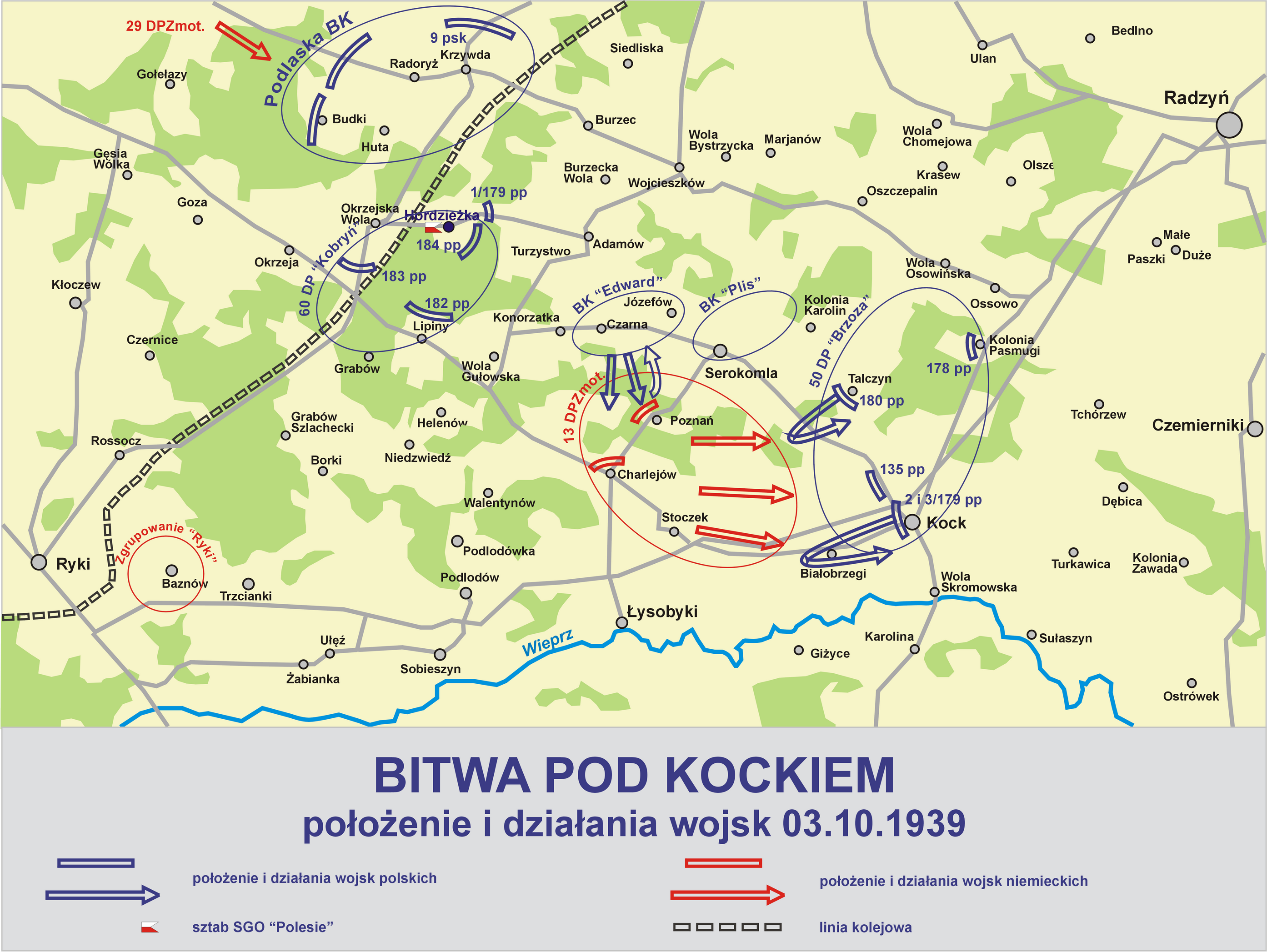

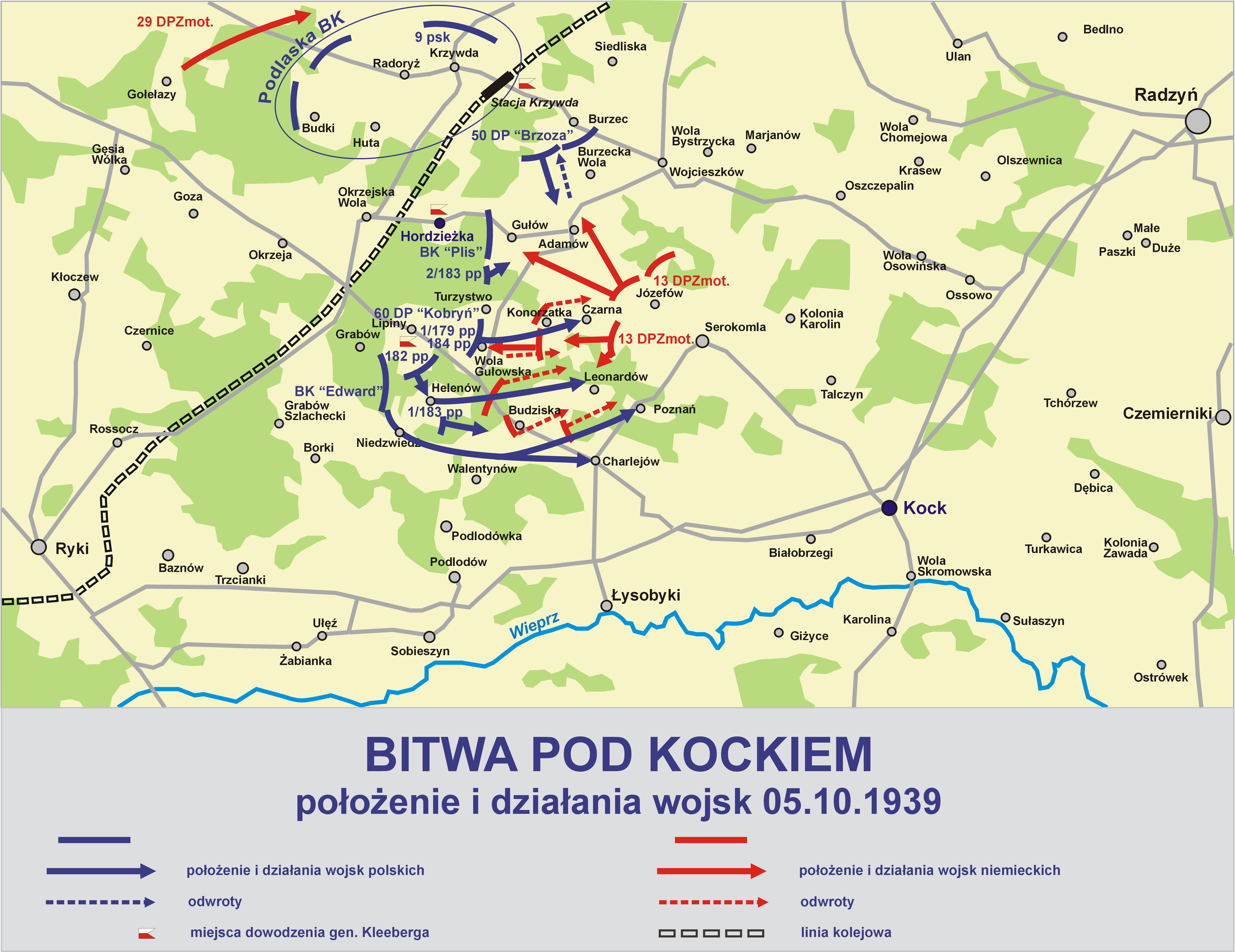

### Mobilizacja
Od marca 1939 w 1 pułku ułanów Krechowieckich wprowadzono stan pogotowia mobilizacyjnego. 1 puł. był oddziałem osłonowym w bezpośredniej bliskości granicy z III Rzeszą Niemiecką. Celem podwyższenia stanu gotowości bojowej pułku powoływano żołnierzy rezerwy na kilkutygodniowe ćwiczenia Prowadzono rozbudowę inżynieryjną terenu na przedpolu Augustowa. Pułk posiadał stale jeden ze szwadronów liniowych wraz z plutonem ckm o stanach zbliżonych do wojennych, wysunięty na przedpole miasta jako osłonę mobilizacji pułku. Prowadzono szkolenie z żołnierzami rezerwy z nowymi w pułku typami broni, strzelania z ckm wz.1930, karabinami przeciwpancernymi wz.1935 Ur. czy armatami przeciwpancernymi wz.1936.
Mobilizacja w 1 pułku ułanów rozpoczęła się 24 sierpnia o godz.5.00 w garnizonie Augustów, w grupie niebieskiej zmobilizowano:
- 1 pułk ułanów w organizacji i na etatach wojennych, w czasie od A+18 do A+28,
- szwadron pionierów nr 11, w czasie A+30,
- samodzielny pluton km nr 11, w czasie A+36,
- kolumnę taborową kawaleryjską typ II nr 344, w czasie A+40,
- kolumnę taborową kawaleryjską typ II nr 345, w czasie A+40.

Nadwyżki mobilizacyjne skierowano do szwadronu zapasowego w Białymstoku, który również w ramach I rzutu mobilizacji powszechnej i nadwyżek pułku z Augustowa zmobilizował:
- szwadron marszowy nr 2 Suwalskiej Brygady Kawalerii (1 puł.), w czasie do 5 dnia mobilizacji,
- uzupełnienie marszowe dla szwadronu pionierów nr 11, w czasie do 5 dnia mobilizacji[26].

Mobilizacja przebiegła w sposób sprawny, stawiennictwo rezerwistów było wzorowe. Stawili się wszyscy łącznie z nadwyżką bezpieczeństwa. 25 sierpnia o godz.15.00 pułk zakończył mobilizację przeglądem przez dowódcę pułku ppłk. Jana Litewskiego. 1 puł. stacjonował w garnizonie do wieczora 1 września. Kłopoty wystąpiły w mobilizowanych przez pułk taborach, dla własnego pułku i dla Suwalskiej BK, z powodu złego stanu wozów konnych, a szczególnie złej uprzęży.

### Działania bojowe

#### Osłona granicy i działania odwrotowe
Z koszar na front pułk wymaszerował 1 września 1939 i wieczorem zajął obronę w okolicach Raczek, w odległości 10 kilometrów od granicy państwowej. Osłaniał odcinek Raczki-Białobrzegi, 2 kilometry na południe od Augustowa. 1 puł. był wspierany przez 11 szwadron kolarzy i 1 baterię 4 dywizjonu artylerii konnej. 2 września odcinek obrony 1 puł. przejął jeden z batalionów 3 pułku piechoty KOP. 11 szwadron kolarzy odszedł do Suwałk. Ułani krechowieccy zebrali się w lesie wokół Augustowa. W nocy z 2 na 3 września wysłane na przedpole dwa podjazdy: I pluton 2 szwadronu ppor. Antoniego Burlingisa oraz I pluton 4 szwadronu ppor. Zygmunta Nowińskiego w dwóch odrębnych akcjach zniszczyły niemieckie strażnice w Kechlensdorfe (obecnie Zocie) i Awersburgu (obecnie Turowo). Planowany wypad całej brygady na teren Prus Wschodnich został odwołany. Pułk stacjonował w rejonie Augustowa do wieczora 4 września. Wieczorem cały pułk zebrał się we wsi Szczerba
Na rozkaz dowódcy brygady pułk wycofał się w kierunku południowo-zachodnim (na Zambrów) przez lasy knyszyńskie i Tykocin. Marsz pułk odbył w trzech etapach: I etap w nocy 4/5 września, 1 puł. wraz z 1/4 dak wyruszył o godz.20.00 przez Augustów, przez przesmyk jeziora Sajno, do lasu folwarku i folwarku Cisów, Federowizna. II etap w nocy 5/6 września o godz.18.00 pułk podjął marsz po drodze Sztabin-Czerwonka-Białousy do lasów Romanówka-Kuriaki, w rejonie Łubianki i kolonii Kwasówka, na północny zachód od Sokółki. III etap pułk zrealizował w nocy 6/7 września przeszedł do Puszczy Knyszyńskiej w rejonie nadleśnictwa Frączki i folwarku Szlagówka na północ od Tykocina. Po zmroku podjęto dalszy marsz i 1 puł. dotarł o godz.19.00 do Tykocina. Straż przednia pułku osiągnęła Sierki, do Jeżewa wysłano patrol w sile plutonu, który patrolując również w kierunku Narwi, w potyczce zlikwidował trzech dywersantów niemieckich. 6 września Niemcy przełamali obronę na styku z Armią „Modlin”. sforsowali Narew pod Różanem i zagrozili przecięciem dróg odwrotu Samodzielnej Grupy Operacyjnej „Narew”. Z Tykocina wieczorem 7 września, 1 puł. jako czołowy pułk Suwalskiej BK, wyruszył przez Łopuchowo, Zawady, Sikory, Wnory Stare, Gołasze, Dąb, gdzie po krótkim postoju pomaszerował do lasu Sanie Dąbrowa, który osiągnął około godz.8.00 8 września. W trakcie postoju ułani krechowieccy stacjonowali w lesie na północ od wsi Sanie Dąbrowa, wystawiono ubezpieczenia na północ i północny zachód od biwaku, w rejonie obozu schwytano podejrzanego o szpiegostwo, któremu po udowodnieniu winy, rozstrzelano. Podjazdy pułku rozpoznawały okolice i drogę Tykocin-Zawady-Mężenin.  
9 września dowódca Suwalskiej BK gen. bryg. Zygmunt Podhorski rozkazem Naczelnego Wodza został mianowany dowódcą grupy wojsk w składzie: Podlaskiej Brygady Kawalerii, 18 Dywizji Piechoty i Suwalskiej BK, której dowództwo przejął, płk Kazimierz Plisowski dotychczasowy dowódca 2 pułku ułanów. Na jego miejsce został przeniesiony zastępca dowódcy 1 puł. ppłk Karol Anders. W 1 puł. obowiązki zastępcy dowódcy pułku przejął rtm. Michał Jaczyński. Do sztabu zgrupowania gen. Podhorskiego odszedł z 2 szwadronu rtm. Wincenty Chrząszczewski, którego zastąpił na tym stanowisku por. Konstanty Barański. Stanowisko adiutanta pułku objął rtm. Janusz Komorowski.

#### Walki na północno wschodnim Mazowszu
Z uwagi na zajęcie Ostrowi Mazowieckiej leżącej na tyłach obrony 18 Dywizji Piechoty przez oddziały niemieckie. Wysłano Suwalską Brygadę Kawalerii do wsi Głębocz Wielki w kierunku Szumowa. Jako pierwszy na czele brygady wyruszył wieczorem 9 września 1 puł. mając w straży przedniej 3 szwadron. Pułk wraz z siłami głównymi brygady dotarł nad ranem 10 września do miejsca docelowego. 1 puł. wraz z 3 pułkiem szwoleżerów został wyznaczony do uderzenia na oskrzydlające 18 DP oddziały niemieckie zgrupowane w rejonie miejscowości Ciągaczki i Wiśniewo. 1 pułk ułanów miał prowadzić natarcie z rubieży wyjściowej Głębocz Wielki, Andrzejki, Nadbory, Piski w kierunku Milewo Wielkie, Chromany, Witnice. 2 bateria 4 dak miała wspierać natarcie pułku ze stanowisk ogniowych w Koskowie. 10 września o godz.6.30 wzmocniony 1 szwadron wyruszył na czele pułku w kierunku przedmiotu natarcia konno. W rejonie wsi Ciągaczki Jadący w szpicy pułku I pluton 1 szwadronu starł się z niemieckim patrolem pancernym, który wycofał się do wsi Ciągaczki. W płonącej wsi Ciągaczki 1 szwadron stoczył walkę z niemiecką kolumną zmotoryzowaną. Pomimo strat 1 szwadron opanował wieś i las gdzie się wycofał nieprzyjaciel oraz wzgórze pomiędzy wsiami Choromany-Witnice. W lesie rozwinęły się do natarcia obok 1 szwadronu, szwadron ckm oraz 2 i 4 szwadron na linii Nadbory-Choromany pod dowództwem rtm. Michała Jaczyńskiego. Przy wsparciu 2/4 dak i szwadronu ckm. 2 i 4 szwadrony wykonały uderzenie na wieś Choromany-Witnice. Z zajętej wsi wyparto pododdział niemieckiego dywizjonu rozpoznawczego SS, wzięto jeńców i zdobyto kilka samochodów. Po zajęciu wsi około godz.11.00 ułani zaatakowali w kierunku na wieś Piski, z rejonu której niedługo wyszedł kontratak 8 pojazdów pancernych, który odparto, dzięki wsparciu 2 baterii 4 dak, pojazdy pancerne wycofały się do wsi Księżopole. Wprowadzono do walki odwodowy 3 szwadron. O godz.14.00 1 puł. zdobył wieś Piski, odrzucając główne siły niemieckiego dywizjonu rozpoznawczego SS i innych pododdziałów, w tym zmotoryzowanego pułku piechoty SS „Deutschland” Dywizji Pancernej „Kempf”. Natarcie ułanów Krechowieckich wsparł również 31 dywizjon pancerny. Suwalska BK opanowała szosę z Ostrowi Maz. do Śniadowa. 1 puł. kontynuował natarcie opanował skraj lasu na południe od wsi Piski i rozbił pododdział niemiecki w walce wręcz, wzięto kilku jeńców, zdobyto niemiecką baterię 4 haubic kalibru 105 mm, zdobyto amunicję, żywność oraz dokumenty i mapy. Straty własne: 11 rannych ułanów.
Po południu z walki wycofano dywizjon 1 puł. w składzie 1 i 4 szwadronów oraz pluton ckm z działonem ppanc. i odesłano do rejonu wyjściowego na skraju lasu koło Koskowa. Po zapadnięciu zmroku pozostała część pułku wycofała się do rejonu wyjściowego. Wcześniej uszkodzono cztery niemieckie haubice i wymontowano zamki, uszkodzono silniki zdobytych samochodów. Wieczorem gen. Czesław Młot-Fijałkowski przejął dowództwo nad 18 DP, natomiast gen. Zygmunt Podhorski otrzymał stanowisko dowódcy Zgrupowania Kawalerii w składzie brygad Suwalskiej i Podlaskiej. Suwalska Brygada Kawalerii miał wesprzeć natarcie na Zambrów 18 DP, celem rozerwania niemieckiego okrążenia. Zambrów był opanowany przez oddział niemieckiej 20 Dywizji Piechoty Zmotoryzowanej z XIX Korpusu Armijnego (mot.). Według ustaleń na odprawie Zgrupowanie Kawalerii gen. Podhorskiego miało walczyć i osłaniać na południe od Zambrowa, a Suwalska BK wesprzeć natarcie 18 DP na miasto od strony południowej. 
10 września po krótkim wypoczynku 1 pułk ułanów wyruszył o godz. 23:00 przez Szumowo – Krajewo-Budziły do folwarku Wądołki-Borowe, gdzie spieszył się, pozostawiając konie w pobliskim lesie. Tu zajął stanowiska, blokujące drogę Zambrów-Czyżew. Z uwagi na gęstą mgłę nie stwierdzono obecności na wschód od miasta na swym lewym skrzydle, 71 pułk piechoty z 18 DP. Nie nawiązano też łączności z 3 pułkiem szwoleżerów, który miał być za drogą Zambrów-Czyżew. 1 puł. celem przerwania łączności pomiędzy niemieckimi załogami w miejscowościach Czyżew i Zambrów i nie dopuszczenia do wsparcia atakowanego od świtu Zambrowa, wystawił o godz.6.30 dwie blokady spieszonych szwadronów. 1 szwadron wraz plutonem ckm i dwoma armatami ppanc zblokował drogę na południowym skraju wsi Długobórz Szlachecki. 4 szwadron bez plutonu z plutonem ckm i dwoma armatami ppanc. zajął obronę na południowym skraju wsi Długobórz Chłopski. 2 szwadron bez plutonu wzmocniony plutonem kolarzy i plutonem ckm stanął na południe od folwarku Wądołki Borowe. III pluton 4 szwadronu wystawił placówkę na północnym skraju lasu Długobórz, przy rozwidleniu drogi Długobórz Szlachecki, Wądołki, Bućki. 3 szwadron z drużyną pionierów jako odwód pułku w lesie na wschód od Wądołek Borowych, wraz z dowództwem pułku i koniowodnymi szwadronów.
Po zajęciu nakazanych stanowisk przez pułk, przybyła 2 bateria 4 dak i zajęła stanowiska ogniowe w lesie koło Długobórz Szlachecki. Celem działania pułku było utrzymanie skrzyżowania szosy i tym samym rozdzielenie szpicy atakującej od Czyżew 20 DPZmot, od głównych sił wychodzących z Zambrowa. O godz.7.00 1 szwadron stoczył potyczkę z patrolem niemieckich motocyklistów, z których trzech zginęło, następnie stoczył walkę z niemiecką kolumną piechoty jadącą w samochodach, rozbito i ostrzelano z armat ppanc i ckm większość niemieckiej kolumny. Kolejna kolumna zmotoryzowana pod ogniem 1 szwadronu zawróciła. Niemiecka piechota z rozbitych samochodów podjęła walkę z wykorzystaniem osłony rowów na poboczu, ostrzeliwując stanowiska 1 szwadronu z broni maszynowej i moździerzy. Na prośbę dowódcy 1 szwadronu, dowódca pułku ppłk Jan Litewski, rozkazał z północno wschodniego skraju lasu plutonowi ckm z odwodu ostrzelać niemiecką piechotę. Skuteczny ostrzał plutonu ckm zmusił do wycofania się niemiecką piechotę sprzed stanowisk 1 szwadronu. 4 szwadron stoczył walkę początkowo z czołgiem i z pododdziałem piechoty, a następnie z kolumną zmotoryzowaną z czołgami. 4 szwadron unieruchomił 3 czołgi i zniszczył 5 samochodów ciężarowych. 2/4 dak dodatkowo celnie ostrzelała niemieckie oddziały niszcząc 2 czołgi i 2 uszkadzając. Niemiecka artyleria podjęła ostrzał stanowisk obu szwadronów na szosie. Od strony Zambrowa rozwinęła się tyraliera niemieckiej piechoty.  
Odparto pierwsze natarcie niemieckie, zniszczono kilka czołgów. Niemcy ponownie przeszli do ataku – podwieźli żołnierzy w samochodach oznakowanych czerwonym krzyżem. I ten atak został odparty. Podczas walk na lewym skrzydle i na tyłach [w lesie] 1 puł. rozpoczęła się strzelanina z broni ręcznej i maszynowej. Dowódca pułku zaniepokojony tą sytuacją, skierował 3 szwadron w kierunku strzałów. Szwadron rozwinął się w tyralierę. Dowódca pułku ppłk Jan Litewski walczył w szyku szwadronu. Seria karabinu maszynowego przeszyła ciało dowódcy. Po kilkunastu minutach walki okazało się, że przeciwnikiem 3 szwadronu był II batalion 71 pp. W tej bratobójczej walce zginęło wielu żołnierzy. 
O godz.8.00 od strony folwarku Wądołki Borowe, doszły do stanowiska dowodzenia gwałtowny ostrzał z broni maszynowej i ręcznej. Odwodowy 3 szwadron nawiązał w lesie i mgle walkę z nierozpoznanym przeciwnikiem. Dowódca pułku ppłk Jan Litewski wraz z pełniącym obowiązki zastępcą rtm. Michałem Jaczyńskim organizował walkę 3 szwadronu i podjął próbę kontrataku. W silnym ogniu broni strzeleckiej zginął ppłk Jan Litewski i kilku ułanów 3 szwadronu, wielu ułanów odniosło rany, wśród nich rtm. Michał Jaczyński. W II batalionie 71 pp poległo również kilku żołnierzy. W trakcie bratobójczej walki wkradło się zamieszanie w szeregi pułku, część koni pułku rozproszyła się, również w wyniku niemieckiego ostrzału. Niemiecka piechota ostrzelała z moździerzy zarówno ułanów 1 pułku jak i piechotę z II/71 pp. Zamieszanie wynikłe na tyłach pułku, odgłosy walki i śmierć dowódcy spowodowała, że z szosy wycofały się oba szwadrony częściowo w zamieszaniu. Odsłonięta 2/4 dak została ostrzelana przez niemieckie pojazdy pancerne i moździerze, następnie bateria dostała się pod ostrzał własnych ckm z piechoty, poległo kilku kanonierów i utracono dużo koni. Wycofująca się 2/4 dak pozostawiła na stanowiskach z braku koni dwa jaszcze z amunicją. Bratobójcza walka zaistniała z: braku wyraźnego rozgraniczenia pomiędzy obszaru operacji dla 71 pp i 1 puł., z braku ubezpieczeń wystawionych przez 3 szwadron 1 puł. od strony północno zachodniej, z niedostatecznego rozpoznania przez oba oddziały swojego przeciwnika. Ponadto piechota ze względu na znużenie i zmęczenie około 50 kilometrowym marszem, po ostrzelaniu ich pododdziałów otworzyła zdecydowany ogień na stanowiska przeciwnika i podjęła zdecydowane natarcie, nie bacząc na sygnały świadczące o przeciwniku.    
Incydent został opanowany stopniowo na odcinku 3 szwadronu, lecz na pozostałych odcinkach przed rozwiniętym w szyk bojowy II/71 pp ostrzał trwał dalej, ostrzelano też 2/4 dak. Pułk całkowicie zdezorganizowany wycofał się do lasu obok osady Wądołki Borowe i tam rozpoczęto porządkowanie pułku oraz łapanie koni. Zaniechano wysyłania patroli do lasu gdzie stał pułk, celem zbierania rannych, porzuconego sprzętu i uzbrojenia, z uwagi na dalszy ostrzał lasu przez własną piechotę i oddziały niemieckie. Dowództwo pułku objął czasowo rtm. Tomasz Mineyko. Zebrał on zdezorganizowany pułk w okolicy Wądołków Borowych. Podczas porządkowania szeregów ponownie pułk został ostrzelany przez artylerię, co wywołało zamieszanie, jak się okazało pułk ostrzelała 4 bateria 18 pułku artylerii lekkiej, która była przydzielona do wsparcia II/71 pp. W tym czasie jeden z patroli dowodzony przez ppor. Ostoję-Ostaszewskiego z miejsca niedawnej walki przywiózł 8 rannych i przyprowadził jedną z armat ppanc. O godz.14.00 1 puł. został wycofany do odwodu brygady i podjął marsz do lasów na zachód od Osowca i na południe od Długoborza Szlacheckiego. Tu dołączył I pluton 2 szwadronu wysłany dzień wcześniej na placówkę. Straty pułku były duże, część żołnierzy rozproszyła się inni polegli niektórzy dołączyli do innych jednostek, w tym działon plutonu przeciwpancernego do II/71 pp, który zginął w dalszych walkach o Zambrów. Nie utorowano drogi na wschód dla 18 DP, a jedynie na dzień wstrzymano marsz XIX Korpusu Armijnego (mot.).    
Po krótkim wypoczynku pułk rozpoczął marsz do lasów na południowy wschód od Dąbrowy Wielkiej. W nocy 12 września do miejsca koncentracji dotarły również resztki 2 pułku ułanów, rozbitego pod Wizną. Ich dowódca, ppłk Karol Anders (do 9 września zastępca dowódcy 1 puł), objął teraz dowództwo 1 puł. Do pułku w następnych dniach dołączyli rozproszeni żołnierze, głównie koniowodni z końmi. Szwadron gospodarczy pułku i część taborów zostały odcięte od pułku i brygady i dotarły do miejscowości Liza Stara, dowódca szwadronu por. Jerzy Rożałowski poprowadził szwadron w kierunku Wołkowyska, celem dołączenia do Ośrodka Zapasowego Suwalskiej i Podlaskiej Brygady Kawalerii.   
O godz.20.00 1 puł. rozpoczął marsz w kolumnie południowej Suwalskiej BK wraz z 3 baterią 4 dak. Kolumna ta poruszała się trasą: las Osowiec, Grochy, Pogorzele, Tarnowo, Grzymały, Zalesie Stare, Kamień. Jako straż przednia pułku maszerował 2 szwadron. Pomimo ostrzeżeń miejscowej ludności o pobycie w Zalesiu Starym niemieckiego oddziału pancernego, po północy 12 września czołowy 2 szwadron został ostrzelany przez niemieckie pojazdy pancerne z broni pokładowej. 2 szwadron uległ rozproszeniu, a pułk w zamieszaniu zszedł z drogi marszu. Straty były bliżej nieznane, poległ co najmniej jeden ułan i utracono konia z 3/4 dak. Przed świtem pułk osiągnął las Kamień, gdzie stanął na odpoczynek wystawiając ubezpieczenia.    
W południe 12 września kolumna niemieckiej piechoty zmotoryzowanej z Czyżewa starała się obejść zgrupowanie Suwalskiej i Podlaskiej BK od południa. Pod Kamieniem dywizjon 1 puł. w składzie: 1 i 2 szwadronu, wsparte przez 3 baterię 4 dywizjonu artylerii konnej powstrzymały natarcie. Następnie wraz z 9 pułkiem strzelców konnych, dywizjon 1 pułku ułanów wykonały na siły niemieckie kontratak zmuszając je do odwrotu. Zniszczono wówczas 12 pojazdów mechanicznych, w tym pojazdy pancerne i wzięto jeńców z 20 DPZmot. Rannych zostało kilku ułanów. Około godz.18.00 w Gogolach odbył się na polu przy skraju lasu pogrzeb ppłk. Jana Litewskiego i jednego z ułanów.   

#### Dalsze walki odwrotowe na Podlasiu
Nocą 12/13 września 1 pułk ułanów podjął marsz na czele Suwalskiej BK w kolumnie północnej Zgrupowania Kawalerii gen. Podhorskiego forsownym marszem jechał przez: Łazy, Wojny-Szuby Włościańskie i Warele, dotarł do szosy Wysokie Mazowieckie – Brańsk w rejonie dworu Wylina – Ruś. Marsz odbył się na przełaj, po bezdrożach. Po dotarciu do drogi Wysokie Mazowieckie-Klukowo około północy do osłony przejścia brygady wydzielono oddział rtm. Komorowskiego w składzie 2 szwadronu z plutonem ckm i z plutonem ppanc oraz drużyny pionierów z działonem 3/4 dak. Po jej przekroczeniu w straży przedniej poruszał się 3 szwadron spieszony, za nim konno reszta pułku i Suwalska BK. O godz.5.00 13 września straż przednia dotarła do szosy Wysokie Mazowieckie-Brańsk w pobliżu wsi Wyliny Ruś obok niej znajdowała się rzeka Mień. Tu przekroczono Mień. Rzekę pokonał 1 puł. i dotarł do lasu koło wsi Zanie. Na szosie frontem do Wysokiego Mazowieckiego pozostał oddział przedni 1 puł. ubezpieczając przeprawę brygady. W czasie pokonywania przeszkody wodnej przez rzut zmotoryzowany brygady i tabory stoczono walkę w obronie mostku, który się wkrótce załamał i brodu przez który kontynuowano przeprawę. Zniszczono w boju 2 małe pojazdy opancerzone i 3 ciężarówki, przez oddział osłony pod dowództwem rtm. Janusza Komorowskiego. Następnie walkę rozpoczęła niemiecka piechota. W trakcie walki zostało rannych 6 żołnierzy, wśród nich por. Kazimierz Barański, ppor. Jerzy Iwanowski. Z uwagi, że tabory jeszcze się nie przeprawiły, zebrano oddział złożony z około 30 ochotników pod dowództwem ppor. Włodzimierza Sołowskiego, który kontratakował celem zdobycia dogodnych odcinków przeprawy dla taborów, które nie zdążyły przejść przez most. Kontratak odrzucił piechotę niemiecką, poległo dwóch żołnierzy, wśród nich wachm. pchor. rez. Stanisław Szweycer. Po przeprawie reszty taborów, oddział osłony dołączył przed południem 13 września do pułku. 
13 września pułk osiągnął rejon Hodyszewa. Dalsze działania podjęto wieczorem. Zgodnie z zamiarem dowódcy Zgrupowania Kawalerii „Zaza” gen. Podhorskiego, jego jednostki miały przejść do Puszczy Białowieskiej i przebić się przez pierścień okrążenia. W wypadku utraty łączności jednostki miały kierować się na Wołkowysk do Ośrodka Zapasowego Suwalskiej BK. Wykonując marsz w nocy 13/14 września 1 puł. podążał w kolumnie głównej brygady, za 3 pszw. Pod Olszewem o godz.23.00, 3 pszw. natknął się na niemiecki oddział pancerny z 3 DPanc. Czołowo natarcie podjął 3 pułk szwoleżerów, wsparty pozostałymi dwoma bateriami 4 dak. Gdy natarcie czołowego pułku zostało zatrzymane przez niemieckie czołgi i piechotę wsparty został w kulminacyjnym momencie walki dywizjonem 1 puł. w składzie: 2 i 3 szwadronów z częścią szwadronu ckm oraz 11 szwadronem pionierów, pozostałościami 31 dywizjonu pancernego. Dalsze natarcie szwoleżerów, ułanów i kolarzy zostało zatrzymane przez pancerno-motorowy oddział niemiecki. W walce poległ por. Kazimierz Barański, dowodzenie szwadronem przejął ppor. Antoni Burlingis. W odparcie niemieckiego kontrataku włączył się 1 szwadron i reszta szwadronu ckm. 3 szwadron usiłował dokonać obejścia wsi, lecz bez skutku, gdyż jego ruch został powstrzymany, a efekt nieznany. 4 szwadron por. Pietraszewskiego wykonał obejście i wspólnie ze szwoleżerami uderzył na tabory przeciwnika. Natarcie wspierał pluton artylerii z 4 dak. Niemcy bronili ogniem pierścienia okrążenia. W boju tym stracili ponad 20 czołgów i samochodów pancernych. Ale również oddziały brygady ponosiły dotkliwe straty, gen. Podhorski nakazał wycofać walczące pułki w rejon wsi Zalesie na zachód od miejsca walki. Rozkaz nie dotarł jednak do wszystkich pododdziałów. Część na własną rękę przebijała się w kierunku Wołkowyska. Odwrót brygady spod Olszewa osłaniał 1 szwadron ułanów Krechowieckich, 3 szwadron 3 pszw. i pozostałe armaty 4 dak. W trakcie przedłużającej się walki w szeregi walczących wkradł się chaos. W walce o Olszanowo pułk poniósł bardzo duże straty osobowe i w sprzęcie. 
Doszło do rozproszenia pułku: 4 szwadron, pluton łączności oraz III pluton i koniowodni 2 szwadronu, część szwadronu ckm z rtm. Janem Zagórskim i por. Józefem Malanowskim, zagubili się i samodzielnie odeszli do Wołkowyska. Na miejscu zbiórki nie pojawił się rtm. Konrad Zaremba z częścią 3 szwadronu. Jak się okazało rtm. Konrad Zaremba i kilkunastu ułanów zginęło pod wsią Pruszanka, która leży około 10 kilometrów od Olszewa. Straty pułku nie są dostatecznie obliczone mogło zginąć do 30 ułanów. Po godz.8.00 Niemcy spacyfikowali wieś mordując pozostałych w niej 53 mieszkańców, dobijano rannych i rozstrzelano jeńców łącznie 30 żołnierzy. Zbrodni wojennej dokonali żołnierze z 206 DP i 3 DPanc.    
Większość pułku wycofała się do lasów koło wsi Jośki, gdzie zbierały się ocalałe pododdziały, stanął tam też 4 dak. Pułk odpoczywał przez noc 14/15 i dzień 15 września. Bój pod Olszewem znacznie osłabił 1 pułk ułanów. Po przeprowadzonej reorganizacji składał się on jedynie z trzech szwadronów liniowych po dwa plutony i drużyny ckm, plutonu ppanc, plutonu ckm na taczankach i sekcji pionierów. Po reorganizacji pułk posiadał następującą organizację i obsadę dowódczą:
- dowódca pułku - ppłk Karol Anders
- zastępca dowódcy pułku - rtm. Janusz Komorowski
- adiutant pułku (z pocztem) - ppor. Zygmunt Nowiński
- dowódca 1 szwadronu - rtm. Tomasz Mineyko
- dowódca I plutonu - ppor. Zbigniew Rymaszewski
- dowódca II plutonu - ppor. Przemysław Kowalski od 19 IX ppor. Jan Warnke
- dowódca 2 szwadronu - ppor. Antoni Burlingis
- dowódca I plutonu - ppor. Henryk Michalik
- dowódca II plutonu - pchor. Piątkowski
- dowódca 3 szwadronu - ppor. Franciszek Fudakowski
- dowódca I plutonu - ppor. Kazimierz Wierzbiański
- dowódca II plutonu - NN
- dowódca plutonu przeciwpancernego - por. Lech Filipczuk
- dowódca plutonu ckm - ppor. Władysław Goetz
- dowódca sekcji pionierów - plut. Wacław Kowalski

Rozwiązano pluton kolarzy i wcielono do 2 szwadronu, wcielono do pułku brygadowy 11 pluton ckm. Pluton ppanc. posiadał 3 armaty, w tym jedna uszkodzona. W każdym szwadronie liniowym oprócz dwóch plutonów była drużyna ckm z 2 ckm. Do szwadronów wcielono wszystkich żołnierzy pozostałych z taborów oraz konie taborowe i nadwyżki koni ze wszystkich szwadronów.
15 września po zmroku Suwalska BK wyruszyła w marsz na wschód, na czele maszerował 1 puł., o godz.18.30 pułk minął wieś Liza Stara. Około godz.20.00 szosa Łapy-Brańsk została zablokowana w dwóch miejscach przez 1 szwadron wzmocniony armatami ppanc i postawionymi minami przez 11 szwadron pionierów, w rejonie Wólki Pietkowskiej. Suwalska BK przekroczyła szosę bez walki i około północy dotarła do wsi Samułki. Następnie w nocy 16 września od Wólki Pietkowskiej 1 puł. podjął marsz wzdłuż Narwi do Strabli, gdzie pułk osłaniał przejście brygady przez Narew i odszedł na nocleg do miejscowości Doktorce. Marsz prowadzono po bezdrożach i piaszczystych drogach trudnych do przebycia dla pojazdów towarzyszących ułanom. 17 września o godz.4.00 1 puł. wraz z dywizjonem 5 pułku ułanów i 2 baterią 4 dywizjonu artylerii konnej sformował kolumnę marszowa jako północna kolumna brygady i podjął marsz w kierunku Białowieży przez Baranki, Złotniki, na północ od Rafałówka. O godz.7.00 podczas przekraczania szosy Białystok – Bielsk Podlaski ubezpieczający przekraczanie szosy 1 szwadron zniszczył patrol z niemieckiej Brygady Piechoty „Lötzen”. W rejonie wsi Kamionka czoło 1 pułku ułanów zostało ostrzelane, pluton 2/4 dak ostrzelał niemieckie stanowiska strzeleckie, a kolumna podjęła dalszy marsz w kierunku wsi Dobrzyniówka. Kolumna z 1 puł. podjęła marsz na wieś Jałówka. W trakcie marszu kolumna północna dołączyła do kolumny południowej brygady i razem kontynuowały marsz do Puszczy Białowieskiej. W rejonie Dużych Folwarków kolumna brygady i pułk były atakowane przez lotnictwo niemieckie. Marsz kontynuowano w nocy 17/18 września w padającym deszczu, po terenach podmokłych i torfiastych. Po 24 godzinach marszu o godz.5.00 18 września Suwalska BK dotarła do wsi Jałówka. Suwalska BK stanęła na odpoczynek. Do Wołkowyska udał się kwatermistrz brygady, który sprowadził do brygady część 2 puł. i szwadron zbiorczy 1 puł. pod dowództwem rtm. Jana Zagórskiego. 1 puł. kwaterował we wsi Michałki Małe. 
19 września do brygady i pułku dotarły informacje o agresji sowieckiej, 20 września o godz.4.00 1 puł. wyruszył w kierunku Białowieży w Cichowoli do Suwalskiej BK dołączył 10 pułk ułanów z taborem brygady, a wraz z nim koniowodni szwadronu ckm, którzy odłączyli się od pułku pod Olszewem. Pułk dotarł do Białowieży 20 września w godzinach popołudniowych, dołączyły do zgrupowania dalsze pododdziały ze składu Podlaskiej BK.  Zapadła decyzja marszu na południe kraju do dyspozycji Naczelnego Wodza. Ze wszystkich pułków wysłano patrole rozpoznawcze. Z 1 puł. poszedł na Kamieniec Litewski patrol ppor. Franciszka Fudakowskiego. Tam nastąpiła kolejna reorganizacja pułku. Rozformowano szwadron ckm, końmi tego szwadronu uzupełniono konie w szwadronach liniowych z których wycofano konie chore i niezdatne. Z dwóch plutonów bez koni i sekcji ckm sformowano szwadron pieszy pod dowództwem por. Józefa Malanowskiego. Rozformowano pluton przeciwpancerny, dwa działony wcielono do 1 i 2 szwadronu. Por. Lech Filipczuk został dowódcą 2 szwadronu. Całość Zgrupowania Kawalerii przekształcono w Dywizję Kawalerii „Zaza”. 1 puł. wszedł w skład Brygady Kawalerii „Edward” pod dowództwem płk. Edwarda Milewskiego.
21 września przy silnych opadach deszczu pułk o godz.6.00 podjął marsz z Białowieży na czele kolumny BK „Edward”, stanowiącej kolumnę południową dywizji. 1 puł. maszerował lasami w kierunku na Kalenkowicze. Powrócił patrol ppor. Fudakowskiego, który około 10 kilometrów przed miejscowością Królewski Most został zaskoczony przez niemiecki pododdział pancerny i wyniku potyczki utracił poległych 5 ułanów. Po południu  pułk dotarł do miejscowości Teresin, gdzie stanął na postój. 22 września o godz.3.00 pułk na czele BK „Edward” podjął dalszy marsz na Kalenkowicze – Czeremcha. W straży przedniej maszerował 1 puł. mając jako szpicę czołową 1 szwadron. W Kalenkowiczach 3 pułk strzelców konnych, uderzył na znajdujących się tam Niemców i wyparł ich z miejscowości. We wsi zastał „bramy powitalne” ozdobione gwiazdami i czerwonymi flagami, był to objaw kolaboracji. „Wieś, opuszczona wcześniej przez ludność, została spalona”. 1 szwadron 1 pułku ułanów maszerujący na czele pułku, po przejściu przez Kalenkowicze przedłużył uderzenie 3 psk torując w walce drogę do następnej wsi Radewicze, gdzie według niepotwierdzonych informacji miał unieruchomić samochód pancerny, zniszczyć ciężarówkę i motocykl oraz wziąć kilku jeńców.
Po przejściu Radewicz, 1 pułk ułanów pełnił rolę ubezpieczenia bocznego kolumny południowej, wysyłając sukcesywnie na południe od maszerującej kolumny kolejne szwadrony. Ubezpieczenie boczne toczyły ciągłe potyczki z niemieckimi patrolami pancerno-motorowymi rozpoznającymi wzdłuż osi marszu dywizji. Pod Czeremchą czoło brygady zostało zatrzymane ostrzałem z zasadzki, interweniujący z ubezpieczenia bocznego pluton z 1 puł. zlikwidował niemiecką zasadzkę. W rejonie nadleśnictwa Nurzec zatrzymano się na krótki odpoczynek. Omijając wsie obsadzone przez wojska niemieckie pułk kontynuował dalszy marsz docierając nocą do wsi Werpol. 23 września pułk odpoczywał cały dzień, na szocie Wysokie Litewskie-Siemiatycze w pobliżu wsi Adamowo-Zastawa wystawiono zasadzkę w składzie plutonu z 1 szwadronu wspartego przez ckm i armatę ppanc. pod dowództwem ppor. Zbigniewa Rymaszewskiego, która zniszczyła 2 motocykle i 2-3 samochody. 
Dywizja „Zaza”, a w jej składzie 1 pułk ułanów maszerowały w kierunku południowym, korytarzem między sowieckimi, a niemieckimi wojskami. 24 września około południa 1 puł. przekroczył Bug w okolicach Niemirowa i dotarł do wsi Stary Bubel na nocleg. Wysłano z pułku dwa patrole ppor. Burlingisa na Drohiczyn i ppor. Solowskiego na Niemirów. Narastały problemy z żywnością, paszą dla koni oraz braki w osprzęcie, brak podków, osłabienie koni. W pułku pozostały dwie jednostki ognia. Po wkroczeniu Armii Czerwonej rozpoczęły się dezercje żołnierzy głównie narodowości białoruskiej. 25 września patrol ppor. Burlingisa napotkał i przyprowadził do dywizji zagubionego oficera płatnika por. st. spocz. Marcelego Juszko z kasą w wysokości około 1000000 zł. Oficer ten objął w pułku funkcję oficera gospodarczego. 25 września wieczorem w deszczu pułk podjął marsz w kierunku Białej Podlaskiej, przekroczono szosę Międzyrzec-Biała Podlaska, lecz do miasta nie wkroczono, z uwagi na zajęcie go przez oddziały sowieckie, ominięto je od strony zachodniej. Pułk w składzie BK „Edward” maszerował przez Suliszki, Sitnik, Porosiuki przeprawił się przez rzekę Krznę, do rejonu wsi Witoroż.Tu o godz.1.00 26 września pułk stanął na postój i wypoczynek. Reszta brygady zajęła Burwin, gdzie zarządzono wypoczynek, czyszczenie i naprawianie broni i oporządzenia. We wsi Porosiuki pozostał patrol łącznikowy do grupy pieszej Dywizji „Zaza” i dozorowania mostu na rzece Krzna. W Porosiukach pozostawiony tam patrol stoczył potyczkę z patrolem sowieckim, dwóch ułanów zostało rannych, przeciwnik stracił również kilku żołnierzy. Uzyskano wiarygodne informacje o oddziałach Samodzielnej Grupy Operacyjnej „Polesie” w rejonie Parczewa.  

#### Walki na terenie Lubelszczyzny
Rankiem 27 września pułk wyruszył przez Witoroż i Parczew do wsi Dębowa Kłoda, gdzie zatrzymał się na nocleg. Zebrano w mijanych wsiach nieco broni, amunicji i granatów. W walce często stosowano działania typowo partyzanckie. Wykonywano zasadzki na niemieckich motocyklistów – łączników (szosa Wysokie Litewskie – Siemiatycze) i napady na posterunki wojsk sowieckich (okolice wsi Burwin). 
28 września pułk wyruszył do Ostrowa Lubelskiego. Celem zgrupowania kawalerii było przedostanie się na południe, na granicę węgierską. Dowództwo SGO „Polesie” nawiązało kontakt z dowództwem Dywizji Kawalerii  „Zaza”, gen. Zygmunt Podhorski postanowił podporządkować swoją dywizję gen. bryg. Franciszkowi Kleebergowi. Brygada „Edward” otrzymała zadanie opanowania przeprawy przez rzekę Wieprz w Kijanach i utrzymać przyczółek na jej południowym brzegu. Po północy 29 września 1 puł. przeszedł rzekę Wieprz, miał bronić brodu przez Wieprz na przyczółku obsadzając: 1 szwadronem wieś Kijany, 2 szwadron zajął zachodni skraj Spiczyna wzdłuż rzeczki Bystrzycy. W Spiczynie 2/1 puł. stoczył potyczkę z niemieckim patrolem rozpoznawczym z 4 Dywizji Piechoty. O świcie 29 września oddziały niemieckie podjęły natarcie na oba szwadrony ich natarcia zostały odparte. Na przyczółek przed świtem przeszedł odwodowy 3 szwadron, który stanął we wschodniej części Spiczyna wraz z dowództwem pułku. Wspierająca pułk 3 bateria 4 dak zajęła stanowiska za wschodnim skrajem Spiczyna. Przybyły dalsze oddziały brygady. Następne niemieckie ataki zostały odparte. Jednak zmasowany ostrzał pozycji ułanów przez niemiecką artylerię i broń maszynową powodował coraz to większe straty. Po południu oddziały niemieckiej 4 DP przeprowadziły dwa natarcia na Spiczyn i Kijany, odparte przez ułanów ze wsparciem dwudziałowej 3/4 dak. Na rozkaz dowódcy brygady 1 puł. po zmroku rozpoczął sukcesywny odwrót z przyczółka na północny brzeg Wieprza. Podczas schodzenia z pozycji jego odwrót został zauważony przez stronę niemiecką i został ostrzelany przez artylerię. Poniesiono w trakcie jego wykonywania kolejne straty. Ogółem podczas walki na przyczółku i wykonywania manewru odwrotu na przyczółku, śmiertelnie ranny został ppor. Przemysław Kowalski, poległo kilku ułanów, a kilkunastu zostało rannych, kontuzjowany został dowódca ppłk Karol Anders. Około godz.19.00 pułk zebrał się w rejonie miejscowości Stoczek. Około północy pułk przybył na odpoczynek do Brzeźnicy. 
30 września Dywizja Kawalerii „Zaza” wykonała marsz celem połączenia się z SGO „Polesie”. Przed świtem 30 września 1 puł. podjął marsz w straży przedniej dywizji, we wsi Niedźwiada pododdziały pułku stoczyły potyczkę z niemieckim patrolem, w wyniku czego w walce spaleniu uległy dwa niemieckie samochody pancerne i dwa motocykle, wzięto 3 jeńców z niemieckiej 4 DP. Pułk doszedł do Żurawieńca i Zawadów, gdzie stanął na postój, oczekując na przeprawę przez rzekę Tyśmienicę. Około północy 1 puł. przeprawił się przez Tyśmienicę na północny wschód od Kocka i osiągnął rejon kolonii Talczyn, gdzie stanął na nocleg. Tego dnia pułk pozyskał ukryte uzbrojenie pozostawione przez rozbrajający się wcześniej pododdział z Ośrodka Zapasowego Pomorskiej Brygady Kawalerii w ilości 2 ckm wz.1930, 2 rkm wz.1928 i 85 kbk, wraz z amunicją, skrzynkami i szelkami. 

##### Udział pułku w bitwie pod Kockiem
1 października 1 puł. w składzie BK „Edward” stał w II rzucie dywizji, wystawił częścią sił czaty, a reszta wypoczywała, o zmroku zwinął czaty i w ślad z brygadą przeprawił się przez przeprawę na rzece Tyśmiennica, po czym zniszczył most. O północy dotarł do wsi Talczyn. Stał tam przez noc 1/2 października i cały dzień 2 października. W ciągu dnia był ostrzeliwany przez niemiecką artylerię ze składu 13 DPZmot. Po godz.19.00 pułk podjął marsz w kierunku Józefowa. Rano 1 puł. wraz z brygadą przemieścił się do lasu Poznania, gdzie został ostrzelany przez niemiecką artylerię. W południe 1 puł. wraz z 3 pszw. miał uderzyć na lewe skrzydło niemieckiego zgrupowania. Natarcie pułk wykonał w szyku pieszym, mając na prawym skrzydle 3 pszw. Po wyjściu na skraj lasu 1 puł. wschodniej części lasu, szwadrony obu pułków dokonały napadu ogniowego na stanowiska ogniowe niemieckiej baterii artylerii, strzelały armaty ppanc, broń maszynowa i indywidualna ułanów. W odwecie część niemieckich dział podjęła ostrzał stanowisk ułanów i szwoleżerów. Oba pułki pod ostrzałem niemieckich dział wycofały się na poprzednie stanowiska wyjściowe. Pułk poniósł starty, poległ jeden z ułanów, rannych zostało kilkunastu ułanów, wśród nich ppor. Henryk Michalik i plut. pchor. rez. lek. Mikołaj Plewako. Pułk odszedł  o godz.18.00 do Józefowa, a następnie o godz.22.00 do Grabowa Szlacheckiego. Wystawił placówki na przyległych drogach, które prowadziły potyczki z niemieckimi patrolami. 
4 października od rana brygada „Edward” pozostawała w swoim rejonie zakwaterowania i ubezpieczała kierunek północny. 1 puł. w rejonie Grabowa Szlacheckiego na skraju lasu prowadził potyczki ze zmotoryzowanymi patrolami niemieckimi, niszcząc kilka samochodów. W południe ułani krechowieccy przegrupowali się do wsi Lipiny i po spieszeniu się o godz.16.30 rozpoczęli natarcie w II rzucie za 3 pszw. na Helenów, po dotarciu do Helenowa 1 pułk ułanów około godz.17.00 dołączył do zalegającej tyraliery szwoleżerów i wspólnie prowadził walkę ogniową z niemiecką obroną, do godz.21.00 gdy został zluzowany przez piechotę z 60 Dywizji Piechoty „Korbryń”. W pułku wyczerpywała się amunicja, pozostała tylko jedna armata ppanc. Ułani powrócili do wsi Lipiny. 5 października 60 DP podjęła natarcie, BK „Edward” ubezpieczała prawe skrzydło nacierającej dywizji, jej natarcie zostało zatrzymane. Brygada Kawalerii „Edward” wyszła na tyły walczących oddziałów niemieckiej 13 DPZmot. pod wsią Niedźwiedź, dołączył tam jeden z batalionów 60 DP broniący się w okrążeniu w rejonie tej wsi. Natarcie szwoleżerów i ułanów 1 pułku wsparte przez piechotę po zdobyciu wsi, spowodowało ich dalsze działania w rejon wsi Charlejów{{odn|Prokopiuk|2022|s=170-175}}. Nocą 5/6 października pułk powrócił do miejscowości Lipiny. Rano resztki 1 pułku ułanów Krechowieckich, otrzymały informację o kapitulacji. Zakopano część broni z resztką amunicji. Ostatnie rozkazy brzmiały jednak tak: 

Przygotować 12 białych chorągwi i wystawić za stodołami w kierunku Niemców. Żołnierze zniszczyli broń, zakopali sztandar, po raz ostatni przedefilowali przed gen. Podhorskim i potem już tylko długie lata niewoli...

W południe 6 października 1939 przed zebranym pułkiem adiutant odczytał ostatni rozkaz dowódcy SGO „Polesie” gen. Kleeberga. Następnie odczytany został ostatni rozkaz dzienny pułku, po czym po raz ostatni do całego pułku przemówił jego dowódca, ppłk Karol Anders. Po południu odbyła się kapitulacja oddziałów polskich. Pułk w szyku konnym udał się do Adamowa, gdzie złożył broń. 

#### Działania odłączonych szwadronów
Na odprawie przed bojem o wieś Olszewo,13 września dowódca Suwalskiej BK przekazał informację, że w wypadku rozdzielenia, dowódcy szwadronów otrzymali rozkaz do samodzielnego przebijania się. Jako miejsca zbiórki pułków wyznaczono rejon Hajnówki i Białowieży, ewentualnie Wołkowysk, miejsce postoju Ośrodka Zapasowego Suwalskiej BK. W nocy 14 września po boju pod Olszewem dowódca 4 szwadronu por. rez. Tadeusz Pietraszewski podjął decyzję o odłączeniu się od pułku i „odseparowaniu szwadronu od psychozy beznadziejności”, następnie podążył w kierunku Wołkowyska. 4/1 puł. podążył na Pietkowo przekradając się lasami przed niemieckimi oddziałami. Przekroczył szosę Suraż-Brańsk, osiągnięto rejon Daniłowa przeprawiając szwadron przez rzekę Lizę. Następnego dnia przeprawiono się przez Narew w rejonie Suraża. W trakcie dalszego marszu w rejonie Zabłudowa 4 szwadron napotkał 2 pluton 2 szwadronu ppor. rez. Bohdana Ostoję-Ostaszewskiego, a w samym Zabłudowie koniowodnych 2 szwadronu. W Świsłoczy napotkano pluton łączności 1 puł. Ostatecznie 17 września 4 szwadron w nieco zmniejszonym składzie wraz napotkanymi pododdziałami dotarł do Wołkowyska. W Wołkowysku znalazła się również część szwadronu gospodarczego i kolumny prowiantowej pułku. Ponadto wkrótce przybył tam oficer żywnościowy pułku chor. Alfons Wyganowski wraz z samochodem ciężarowym oraz z częścią taboru pułkowego 40 wozów wraz z p.o. kwatermistrza pułku kpt. int. Tomaszem Jarmołowiczem. W Wołkowysku znalazło się kilku oficerów z 1 pułku ułanów, którzy znaleźli się w ośrodku zapasowym z różnych powodów: mjr Mieczysław Skrzyński etatowy II zastępca dowódcy 1 puł. (powracający ze szpitala), rtm. Witold Hankisz (dowódca szwadronu zapasowego), rtm. Wincenty Chrząszczewski, rtm. Józef Przewłocki, por. Jan Fudakowski (odpowiadający za ewakuację rodzin wojskowych z Augustowa).   
W związku z licznym przybyciem do Wołkowyska żołnierzy z I rzutu bojowego 1 puł. zostali oni zorganizowani w samodzielny dywizjon 1 pułku ułanów Krechowieckich pod dowództwem majora Mieczysława Skrzyńskiego. Dywizjon wszedł w skład Rezerwowej Brygady Kawalerii „Wołkowysk” pułkownika Edmunda Heldut-Tarnasiewicza Większość oficerów i ułanów wywodzących się z 1 pułku ułanów zgromadzonych w OZ Suwalskiej BK w Białymstoku, a potem w Wołkowysku weszła w skład 101 pułku ułanów oraz pułku osłonowej kawalerii „Wołkowysk”.   
Obsada personalna dywizjonu 1 pułku ułanów 17-23 IX 1939:   
- dowódca dywizjonu - mjr Mieczysław Skrzyński
- zastępca dowódcy dywizjonu - rtm. Witold Hankisz
- adiutant dywizjonu - rtm. Józef Przewłocki
- dowódca 2 szwadronu - rtm. Wincenty Chrząszczewski
  - dowódca I plutonu - por. Jerzy Rożałowski
    - zastępca dowódcy - ppor. Bohdan Ostaszewski

  - dowódca II plutonu - por. Andrzej Czaykowski
  - dowódca III plutonu - ppor. Andrzej Poniatowski
- dowódca 4 szwadronu - por. Jan Fudakowski
  - dowódca I plutonu - por. Tadeusz Pietraszewski
    - zastępca dowódcy - pchor. F. Fuchs

  - dowódca II plutonu - por. Ryszard Manteuffel
    - zastępca dowódcy - ppor. Stanisław Dębicki
- dowódca taboru - kpt. Tomasz Jarmołowicz
  - zastępca - chor. Alfons Wagnowski.

W skład 2 szwadronu wchodziło 90 ułanów, w skład 4 szwadronu 50 ułanów. W taborach i kwatermistrzostwie 40-50 żołnierzy. 
Dywizjon opuścił Wołkowysk przed wieczorem 17 września i po całonocnym marszu 18 września dotarł toru kolejowego na północ od Mostów. W lesie gdzie stał dywizjon zdemobilizował się oddział piechoty. Zredukowano tabory do 2 wozów na szwadron i 8 w kolumnie taborowej dywizjonu, taboryci zasilili szwadrony. Widoczne było rozprężenie wśród wojska i policji. Planowano dalszy marsz w kierunku Wilna, lecz podczas wymarszu przybył dowódca brygady płk Edmund Heldut-Tarnasiewicz i rozkazał maszerować w kierunku Grodna. Około godz.21.00 kolumna maszerowała przez wieś Gromowicze, gdzie została rozerwana przez maszerujący 102 pułk ułanów. O godz.7.00 19 września dywizjon przybył do wsi Kuryłowce, gdzie stanął na postój. Stwierdzono buntownicze nastroje miejscowej ludności. Kierunek marszu narzucała Armia Czerwona. Powoli dominować zaczęła atmosfera przygnębienia, potęgowana panującym naokoło bałaganem i obecnością w terenie nieprzyjacielskich dywersantów, z którymi skutecznie walczyły inne jednostki. Dowódca zaś dywizjonu nie podążał na odgłos strzałów.
Po odpoczynku podjęto dalszy marsz osiągając wieczorem Rokanicze. 20 września dywizjon rozpoczął marsz w kierunku na Ciemne Błota do szosy na Grodno, na nocleg stanął w rejonie Orechowicze, Zabahonniki, aby 21 września dotrzeć do Grodna. W Grodnie toczyły się walki z jednostkami sowieckimi i dywersantami komunistycznymi. Dywizjon 1 puł. został skierowany przez dowództwo obrony, do wsi na przedmieściu Przysiołek jako odwód. Wystawiono placówki, które podjęły walkę z podchodzącymi oddziałami Armii Czerwonej. Dywizjon czynnie w walkach o miasto nie brał udziału. Około południa pod osłoną placówek dywizjon ułanów przez Grandzicze odszedł do wsi Hoża, gdzie przeprawił się przez rzekę Niemen w godzinach popołudniowych. Dotarł  do wsi Jatwieź i tam stanął na nocleg. Podczas przeprawy znaleziono porzucony przez pododdział lotników ckm Hotchkiss, który ustawiono na jednym z wozów z obsługą.  
22 września dywizjon został wysłany do walki w kierunku odgłosów strzelaniny 101 pułku ułanów w Kodziowcach. W trakcie marszu spotkał 103 pułkiem szwoleżerów, wraz z którym został skierowany na przeprawę przez Kanał Augustowski we wsi Niemnowo. Następnie dalej na Kadysz i do Kalet. Maszerował w straży przedniej, a za nim 103 pszw. w straży tylnej. Dywizjon prowadził marsz na Rygol, zatrzymał się na kilkugodzinny postój przy trakcie Rygol-Giby. Nocą 22/23 września dywizjon wykonał marsz w głąb lasów do gajówki Brożany przy wzg.122. Wystawiono placówki i wysłano patrole, brakowało żywności oraz paszy dla koni. Wszystkie drogi w głąb kraju zostały odcięte przez wojska sowieckie i niemieckie, rozpoczęły się dezercje. O godz.16.00 23 września dowódca dywizjonu ogłosił w dywizjonie o rozkazie z dowództwa brygady do przekroczenia granicy litewskiej. O godz.17.00 dywizjon 1 pułku ułanów przekroczył granicę litewską w rejonie osady Budwieć. Część ułanów, którzy zdecydowali się na powrót do domów, po zdaniu broni i koni powróciła przez granicę. Pozostali zostali internowani.

#### Walki szwadronu marszowego
W kampanii wrześniowej walczył też kolejny pododdział 1 pułku ułanów. Był nim jego szwadron marszowy. Zmobilizowany w szwadronie zapasowym w Białymstoku z nadwyżek. Po osiągnięciu pełnych etatów w mobilizacji alarmowej oraz z napływających rezerwistów do 4 września uzyskał gotowość marszową. 8 września szwadron liczący 82 żołnierzy pod dowództwem por. Mieczysława Młynarskiego, składał się z trzech plutonów uzbrojony w kbk i 2 rkm. Po zmobilizowaniu 12 września podporządkowany został dowództwu obrony Białegostoku pod dowództwem ppłk. Zygmunta Szafranowskiego. Szwadron marszowy 1 puł. ubezpieczał kierunek północny w rejonie Wasilkowa i lasów knyszyńskich. Po wyczerpaniu możliwości obrony miasta 15 września szwadron marszowy 1 puł. odszedł w kierunku Królowego Mostu i Wołkowyska. 
W trakcie marszu szwadron wszedł w skład Pułku Kawalerii Osłonowej „Wołkowysk”. Po dotarciu pułku w rejon Wołkowyska rtm. Wiszowaty podporządkował się rozkazom dowódcy „Rejonu Obrony Wołkowyska” gen. bryg. st. sp. Wacławowi Przeździeckiemu. Z uwagi na stopień zorganizowania zmobilizowanych już wcześniej szwadronów, pułk przejął zadania osłony formujących się dopiero jednostek kawalerii ze Zgrupowania Ośrodków Zapasowych Suwalskiej, Podlaskiej i częściowo Wileńskiej Brygad Kawalerii, od strony Białegostoku. Szwadrony ponownie wyruszyły w kierunku Białegostoku. Jednak 16 września wieczorem ponownie zostały zawrócone z drogi celem powrotu do rejonu koncentracji wojsk w rejonie Zaniemeńska, gdzie przybyły 19 września o świcie. Po otrzymaniu informacji z Grodna o powstaniu komunistycznym w Skidlu, pułk rtm. Wiszowatego podjął tam marsz. Po przekroczeniu Niemna pod Mostami 19 września, stoczył potyczkę pod wsią Dubno, gdyż czołowy szwadron został ostrzelany przez dywersantów. Po jego rozwinięciu szwadron zlikwidował grupę dywersyjną. O godz.1.00 w nocy 20 września wkroczył do Skidla, miasto było już spacyfikowane wcześniej przez oddział, który przybył z Grodna. Po otrzymaniu informacji o spodziewanym natarciu sowieckiego oddziału pancernego na Grodno przez Skidel, rtm. Wiszowaty otrzymał rozkaz obrony miasta i opóźniania w kierunku Grodna. Od godz.10.00 do 18.00 szwadron marszowy 1 puł. wraz pułkiem rtm. Wiszowatego stoczył ciężką walkę z sowieckim pododdziałem pancernym w sile 14 czołgów, piechoty zmotoryzowanej i wspierającej ich dużej grupy dywersyjnej. O godz.14.00 do miasta wdarły się oddziały sowieckie wraz z dywersantami, doszło do walk ulicznych. Pułk unieruchomił 6 czołgów i w walce zabił wielu sowieckich żołnierzy i dywersantów komunistycznych. Poległo ze składu pułku 25 kawalerzystów, wśród nich dowódca szwadronu marszowego 1 puł. por. Mieczysław Młynarski, wielu zostało rannych, których przed wycofaniem się ewakuowano. Po wyczerpaniu granatów i amunicji przeciwpancernej pułk wycofał się do Grodna, gdzie przybył o godz.4.00 21 września. Pułk wraz z resztą szwadronu marszowego 1 puł. odszedł na odpoczynek do Grandzicz.
Tam wyznaczono na dowódcę szwadronu rtm. Stefana Krzyżanowskiego. W walkach w obronie Grodna pułk osłonowy 21 września walczył w północnej części miasta, niszcząc środkami podręcznymi 4 czołgi sowieckie. W godzinach popołudniowych sowiecka broń pancerna zaatakowała większość koniowodnych pułku zabijając podoficera i 20 kawalerzystów oraz rozpędzając konie. Spieszeni kawalerzyści wycofali się z okolic miasta i przeprawili się przez rzekę Niemen w miejscowości Hoża, jedynie 80 osobowy zbiorczy szwadron konny pod dowództwem ppor. rez. J. Kühna dołączył do oddziału Kwatery Głównej Suwalskiej BK. Noc 21/22 września pozostałość piesza pułku osłonowego zbierała się i odpoczywała w Szymkowcach, a szwadron konny w Klimowszczyznie. Rano szwadron konny ppor. rez. J. Kühna stoczył walkę we wsi z podjazdem pancernym, z której został wyparty, a szwadrony piesze odparły wroga z Szymkowic. Szwadron konny wraz z oddziałem konnym mjr. st. sp. Korczyńskiego odrzuciły ten podjazd niszcząc 1 pojazd pancerny i dwa ciężarowe. Pomaszerował przez Kalety i Stanowisko, dotarł do lasów w rejonie Zelwy, po stoczeniu potyczki z podążającym za oddziałem, podjazdem pancernym rano 23 września szwadron konny z oddziałem mjr. st. sp. Korczyńskiego przeszedł granicę polsko-litewską. Większość szwadronów pułku przeszła granicę polsko-litewską razem z siłami głównymi Rezerwowej BK „Wołkowysk” 23 września w godzinach popołudniowych, tocząc do końca potyczki z patrolami wroga. Pododdział 36 kawalerzystów z rtm. Wiszowatym przekroczył granicę 26 września.
| Struktura organizacyjna i obsada personalna we wrześniu 1939 | Struktura organizacyjna i obsada personalna we wrześniu 1939 |
| Stanowisko                                                   | Stopień, imię i nazwisko |
| ------------------------------------------------------------ | --- |
| dowódca pułku                                                | ppłk Jan Litewski (+11 IX 1939) ppłk Karol Anders (od 13 IX 1939) |
| zastępca dowódcy pułku                                       | ppłk Karol Anders (do 9 IX 1939) rtm. Michał Jaczyński (9-11 IX 1939) |
| adiutant pułku                                               | rtm. Michał Jaczyński (do 9 IX 1939) rtm. Janusz Komorowski (od 9 IX 1939)                                                                                                  |
| oficer ordynansowy                                           | por. Konstanty Barański (do 9 IX 1939) |
| oficer broni i przeciwgazowy                                 | rtm. Janusz Komorowski |
| II zastępca dowódcy (kwatermistrz)                           | p.o. kpt. int. Tomasz Jarmołowicz |
| oficer żywnościowy                                           | chor. Alfons Wagnowski |
| oficer płatnik                                               | p.o. st. wachm. Paweł Bandała |
| kapelan                                                      | ks. kpt. rez. Jan Klebanowski ks. kpl. rez. Ludwik Klepaczewski |
| lekarz pułku                                                 | por. lek. A. Augustynowicz por. lek Bolesław Sylwestrowicz |
| młodszy lekarz                                               | plut. pchor. lek. rez. Mikołaj Prawko |
| lekarz weterynarii                                           | por. lek. wet. Henryk Szklarczyk |
| dowódca szwadronu gospodarczego                              | por. Jerzy Rożałowski |
| dowódca 1 szwadronu                                          | rtm. Tomasz Mineyko |
| dowódca I plutonu                                            | ppor. Zbigniew Rymaszewski |
| dowódca II plutonu                                           | ppor. Henryk Michalik |
| dowódca III plutonu                                          | ppor. rez. Przemysław Kowalski |
| dowódca 2 szwadronu                                          | rtm. Wincenty Chrząszczewski (do 9 IX 1939) por. Konstanty Barański (od 9 do+14 IX 1939) ppor. Antoni Burlingis (od 14 do 20 IX 1939) por. Leszek Filipczuk (od 20 IX 1939) |
| dowódca I plutonu                                            | ppor. Antoni Burlingis |
| dowódca II plutonu                                           | ppor. rez. Bohdan Ostaszewski |
| dowódca III plutonu                                          | ppor. rez. Paweł Górski |
| dowódca 3 szwadronu                                          | rtm. Konrad Zaremba (+13/14 IX 1939) ppor. Franciszek Fudakowski (od 15 IX 1939)                                                                                            |
| dowódca I plutonu                                            | ppor. Franciszek Fudakowski |
| dowódca II plutonu                                           | ppor. Kazimierz Wierzbiański |
| dowódca III plutonu                                          | por. rez. Włodzimierz Sołowski |
| dowódca 4 szwadronu                                          | por. rez. Tadeusz Pietraszewski |
| dowódca I plutonu                                            | ppor. Zygmunt Nowiński |
| dowódca II plutonu                                           | por. rez. Ryszard Manteuffel |
| dowódca III plutonu                                          | ppor. rez. Bohdan Jaxa-Dębicki ppor. rez. Stanisław Dębicki |
| dowódca szwadronu ckm                                        | rtm. Jan Zagórski |
| dowódca I plutonu                                            | por. Józef Maria Malanowski |
| dowódca II plutonu                                           | por. rez. Jerzy Iwanowski |
| dowódca III plutonu                                          | ppor. rez. Władysław Goetz |
| dowódca plutonu przeciwpancernego                            | por. Lech Filipczuk |
| dowódca plutonu kolarzy                                      | ppor. Jan Warnke |
| zastępca dowódcy plutonu kolarzy                             | ppor. rez. Grabiński |
| dowódca plutonu łączności                                    | por. Andrzej Rudolf Czaykowski |
| dowódca drużyny pionierów                                    | plut. Wacław Kowalski |

## Symbole pułku

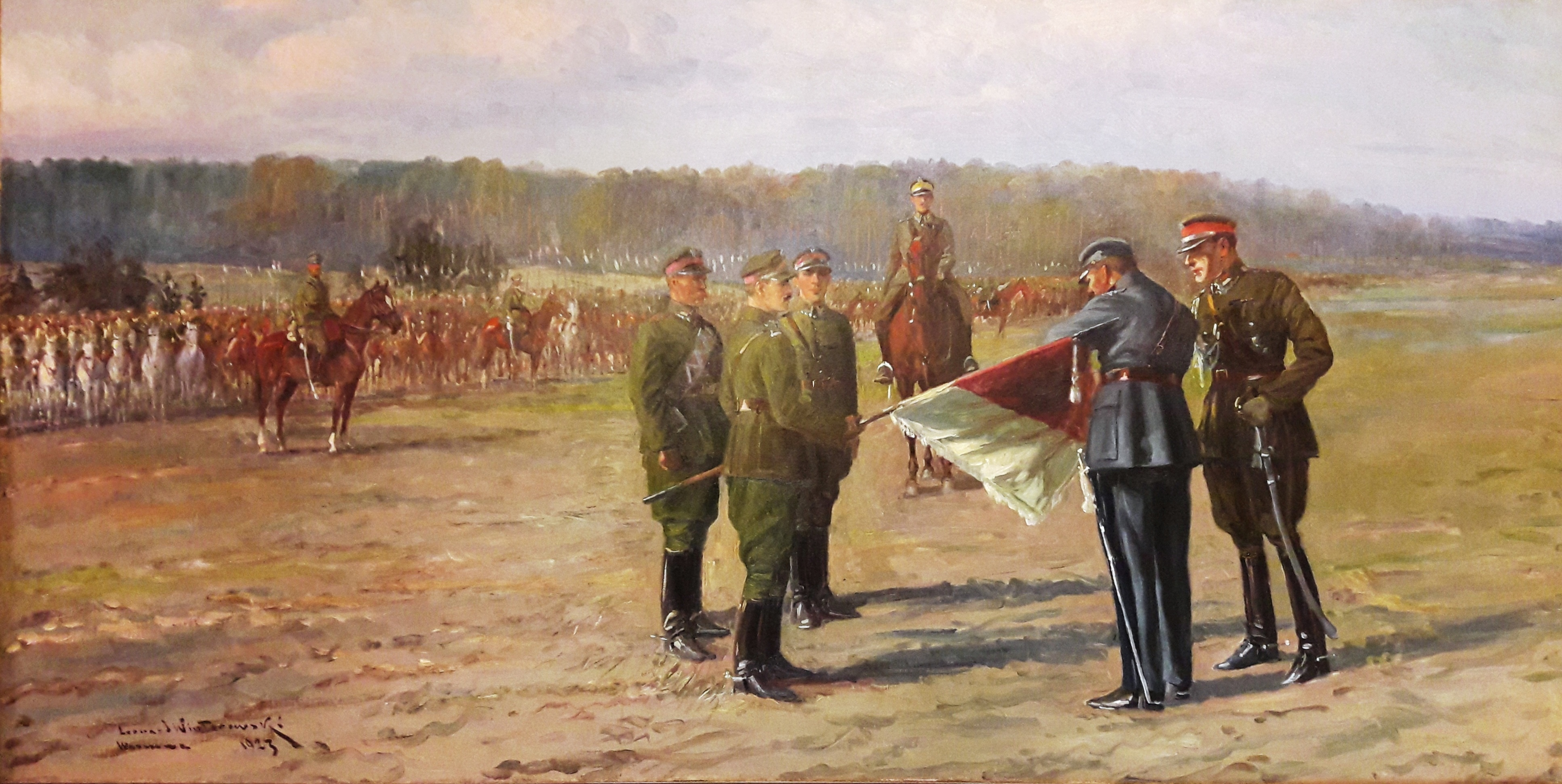
Marszałek Józef Piłsudski dekoruje Krzyżem Srebrnym Orderu Virtuti Militari sztandar 1 pułku Ułanów Krechowieckich

### Sztandar pułku
Z rąk Polek Ziemi Mińskiej 2 Szwadron Dywizjonu otrzymał znak (według ówczesnego nazewnictwa), który 3 kwietnia 1917, z chwilą powstania pułku, został podniesiony do godności sztandaru. Sztandar ten towarzyszył pułkowi we wszystkich walkach w okresie wojny polsko-bolszewickiej. W czasie tych walk sztandar został kilkakrotnie przestrzelony, a pod podoficerami sztandarowymi zabito dwa konie. 20 marca 1921 pod Tomaszowem Lubelskim marszałek Józef Piłsudski udekorował sztandar Krzyżem Srebrnym Orderu Virtuti Militari.
W 1939 sztandar pułku został zakopany w skrzynce amunicyjnej na polu bitwy pod Kockiem, gdzie znajdował się do 13 czerwca 1946, kiedy odkopał go ppor. Bolesław Podhorski. Następnie pocztą dyplomatyczną przewiózł go do Szwajcarii Konstanty Górski. Por. Podhorski przedostał się przez tzw. zieloną granicę i po odebraniu od dyplomaty sztandaru, 1 sierpnia 1946, zameldował gen. Andersowi wykonanie zadania.
30 listopada 1946 w Corton Park w Wielkiej Brytanii odnowiony sztandar został przekazany 1 pułkowi Ułanów Krechowieckich. Nowe drzewce i głowica zniszczone w bitwie pod Kockiem zostało wykonane z wyciora czołgowego z grotem na wzór dawnego. W lipcu 1947, w związku z rozwiązaniem pułku, sztandar przekazano do Instytutu Historycznego im. gen. Sikorskiego w Londynie. 12 listopada 1966 sztandar otrzymał prawo do napisu na państwowych wstęgach sztandarowych: „Wyróżniony za niezwykłe męstwo w kampanii 1944–1945 we Włoszech”.
W 1921 pułk otrzymał drugi sztandar ufundowany w 1918 przez Polaków z Moskwy. Sztandar ten nie został jednak uznany przez dowództwo jako oficjalny znak i przekazano go w 1925 Osadzie Krechowieckiej na Wołyniu, gdzie mieszkali weterani z pułku.

### Odznaka pamiątkowa
Odznaka przedstawia krzyż ułożony z czterech proporczyków pułkowych (amarantowo-białych) połączonych ze sobą. Na proporcach położony jest orzeł krechowiecki. W pierwszej wersji odznaki na orle były umieszczone inicjały pułkowe: „1” – „U” – „K” oraz data powstania Pułku: „1915”.
W 1929 wprowadzono nowy wzór odznaki. W miejsce inicjału Pułku umieszczono Srebrny Krzyż Orderu Virtuti Militari zawieszony na wstążce orderowej na szyi orła, który został nadany pułkowi 20 marca 1921.
Projektantem odznaki był oficer pułku – por. Aleksander Mazaraki. Wykonawcami były pracownie grawerskie Józefa Mirowskiego oraz Wiktora Gontarczyka.
Odznakę w pierwszej wersji otrzymało 106 oficerów oraz 2500 żołnierzy. W latach 1929–1939 nadano 193 odznaki oficerskie i ponad 3000 odznak żołnierskich w drugiej wersji.

### Barwa
| Proporczyk | Opis                                                             |
| ---------- | ---------------------------------------------------------------- |
|            | proporczyk w kolorze amarantowo-białym                           |
|            | proporczyk dowództwa w 1939                                      |
|            | proporczyk 1 szwadronu w 1939                                    |
|            | proporczyk 2 szwadronu w 1939                                    |
|            | proporczyk 3 szwadronu w 1939                                    |
|            | proporczyk 4 szwadronu w 1939                                    |
|            | proporczyk 5 szwadronu ckm w 1939                                |
|            | proporczyk plutonu łączności w 1939                              |
| Inne       | Opis                                                             |
|            | na czapce rogatywce – otok amarantowy                            |
|            | szasery ciemnogranatowe, lampasy amarantowe, wypustka amarantowa |
|            | pasek na rękawie (PSZ) – żółty                                   |
|            | „Łapka” (do 1921) – karmazynowa                                  |

### Żurawiejki
| Zawsze dzielni, wszędzie znani, Krechowieccy to ułani.                     | Elegancki, wielkopański, to jest pierwszy pułk ułański. | To że dobrze są ubrani, to zasługa cioci Frani |
| Zawsze dzielni, często wlani, to ułani Cioci Frani.                        | Wielkopański, Jaśniepański Krechowiecki pułk ułański.   |                                                |
| Po każdej zwrotce: Lance do boju, szable w dłoń, bolszewika goń, goń, goń! |                                                         |                                                |

## Krechowieccy ułani

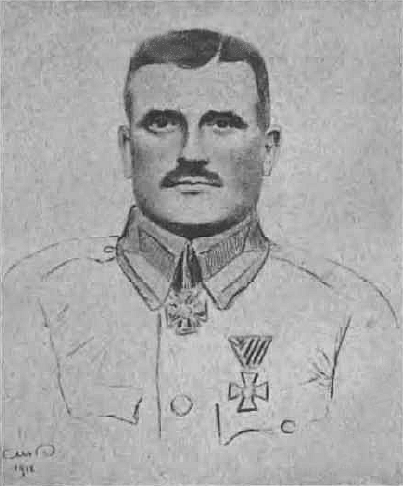
płk Bolesław Mościcki – pierwszy dowódca pułku

### Dowódcy i zastępcy dowódcy pułku
| Stopień, imię i nazwisko                    | Okres pełnienia służby   | Kolejne stanowisko                       |
| Dowódcy pułku                               | Dowódcy pułku            | Dowódcy pułku                            |
| ------------------------------------------- | ------------------------ | ---------------------------------------- |
| płk Bolesław Mościcki                       | 1917 – † 18 II 1918      |                                          |
| rtm. Adolf Waraksiewicz p.o.                |                          |                                          |
| rtm. Feliks Dziewicki p.o. –                | III – IV 1918            |                                          |
| płk Stefan Suszyński                        | 5 IV – 5 VII 1918        |                                          |
| płk Feliks Dziewicki                        | 4 XI 1918 – 7 VIII 1920  |                                          |
| rtm. Kazimierz Zakrzewski                   | p.o. 7 – † 14 VIII 1920  |                                          |
| mjr kaw. Paweł Korytko                      | p.o. 14 – 20 VIII 1920   |                                          |
| płk kaw. Sergiusz Zahorski w/z              |                          |                                          |
| mjr / płk kaw. Zygmunt Podhorski            | 1920 – 1 VII 1927        | komendant Obozu Szkolnego Kawalerii      |
| ppłk / płk dypl. kaw. Marian Słoniński      | 1 VII 1927 – IX 1930     | zastępca szefa Dep. Kaw. MSWojsk         |
| ppłk / płk dypl. kaw. Leon Strzelecki       | IX 1930 – XII 1933       | oficer do zleceń GISZ                    |
| ppłk / płk dypl. kaw. Karol Bokalski        | XII 1933 – V 1938        | szef Biura Administracji Armii           |
| ppłk kaw. Jan Litewski                      | 14 V 1938 – † 11 IX 1939 |                                          |
| ppłk kaw. Karol Anders                      | IX 1939                  |                                          |
| Zastępcy dowódcy pułku                      |                          |                                          |
| mjr / ppłk kaw. Józef Mielęcki              | 1923                     |                                          |
| ppłk kaw. Tadeusz Ciecierski                | XII 1927 – 30 XI 1928    | stan spoczynku                           |
| mjr / ppłk dypl. kaw. Zdzisław Chrząstowski | XI 1928 – III 1931       | oficer sztabu inspektora armii we Lwowie |
| mjr / ppłk kaw. Jan Litewski                | III 1931 – VII 1935      | komendant Szkoły Podchorążych Kawalerii  |
| mjr dypl. kaw. Ziemowit Grabowski           | od VIII 1935             |                                          |
| ppłk kaw. Karol Anders                      | do IX 1939               |                                          |

### Żołnierze 1 pułku ułanów - ofiary zbrodni katyńskiej
Biogramy ofiar zbrodni katyńskiej znajdują się między innymi w bazach udostępnionych przez Ministerstwo Kultury i Dziedzictwa Narodowego oraz Muzeum Katyńskie.
| Nazwisko i imię      | stopień              | zawód         | miejsce pracy przed mobilizacją | zamordowany |
| -------------------- | -------------------- | ------------- | ------------------------------- | ----------- |
| Dowgiałło Karol      | rotmistrz rezerwy    |               | wł. majątku Nowomalin           | ULK         |
| Filipczuk Mieczysław | porucznik w st. sp.  | farmaceuta    |                                 | Charków     |
| Szarangowicz Jan     | podoficer            | rolnik        |                                 | Kalinin     |
| Urbanowicz Władysław | podporucznik rezerwy | absolwent UAM |                                 | Katyń       |

## Pamięć o pułku
22 maja 1920 w pierwszą rocznicę wyzwolenia miasta Brodów jednej z głównych ulic nadano nazwę „1-go Pułku Ułanów Krechowieckich”.
Od 2000 działa Stowarzyszenie Miłośników Kawalerii im 1 Pułku Ułanów Krechowieckich związane z kołem „Krechowiaków” z Augustowa.
Stowarzyszenie jest organizatorem obchodów „Cudu nad Wisłą” w Ossowie miejscu śmierci kapelana ks. Ignacego Skorupki.
W latach 1995–2001 tradycje 1 Pułku Ułanów Krechowieckich kultywował 1 batalion czołgów, wchodzący w skład 4 Suwalskiej Brygady Kawalerii Pancernej im. gen. bryg. Zygmunta Podhorskiego. Po jej rozformowaniu w 2001, batalion kultywował tradycje w strukturach 15 Giżyckiej Brygady Zmechanizowanej.
Przy al. kardynała Wyszyńskiego 2a w Augustowie mieści się Muzeum 1 Pułku Ułanów Krechowieckich, natomiast w Muzeum Wojska Polskiego w Warszawie znajduje się obraz olejny na tekturze o wymiarach 33 × 48 cm autorstwa Jerzego Kossaka pt. „Pościg ułanów krechowieckich za bolszewikami” (1930).
Od 1 października 1992 Zespół Szkół Samorządowych nr 3 w Augustowie nosi imię „1 Pułku Ułanów Krechowieckich”, a w szkole działa Towarzystwo Młodego Krechowiaka.
W Augustowie na terenie dawnych koszar istnieje ulica I Pułku Ułanów Krechowieckich. W 1934 w uznaniu zasług włożonych przez pułk w rozwój Augustowa Jezioro Białe zostało przemianowane na Jezioro Krechowieckie. Nazwa ta jednak nie przyjęła się szerzej.
Pamięć o 1 Pułku pielęgnuje Szwadron Kawalerii Ochotniczej „Krechowiacy” w Warszawie oraz Stowarzyszenie Ochotniczy Szwadron Jazdy im. 1 Pułku Ułanów Krechowieckich w Lublinie.

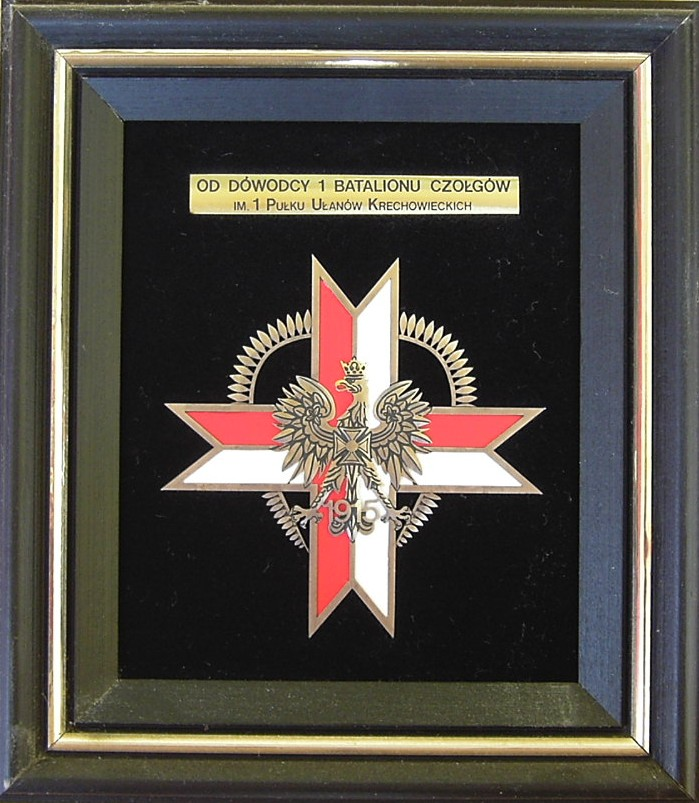
Ryngraf 1 bcz 4 BKPanc
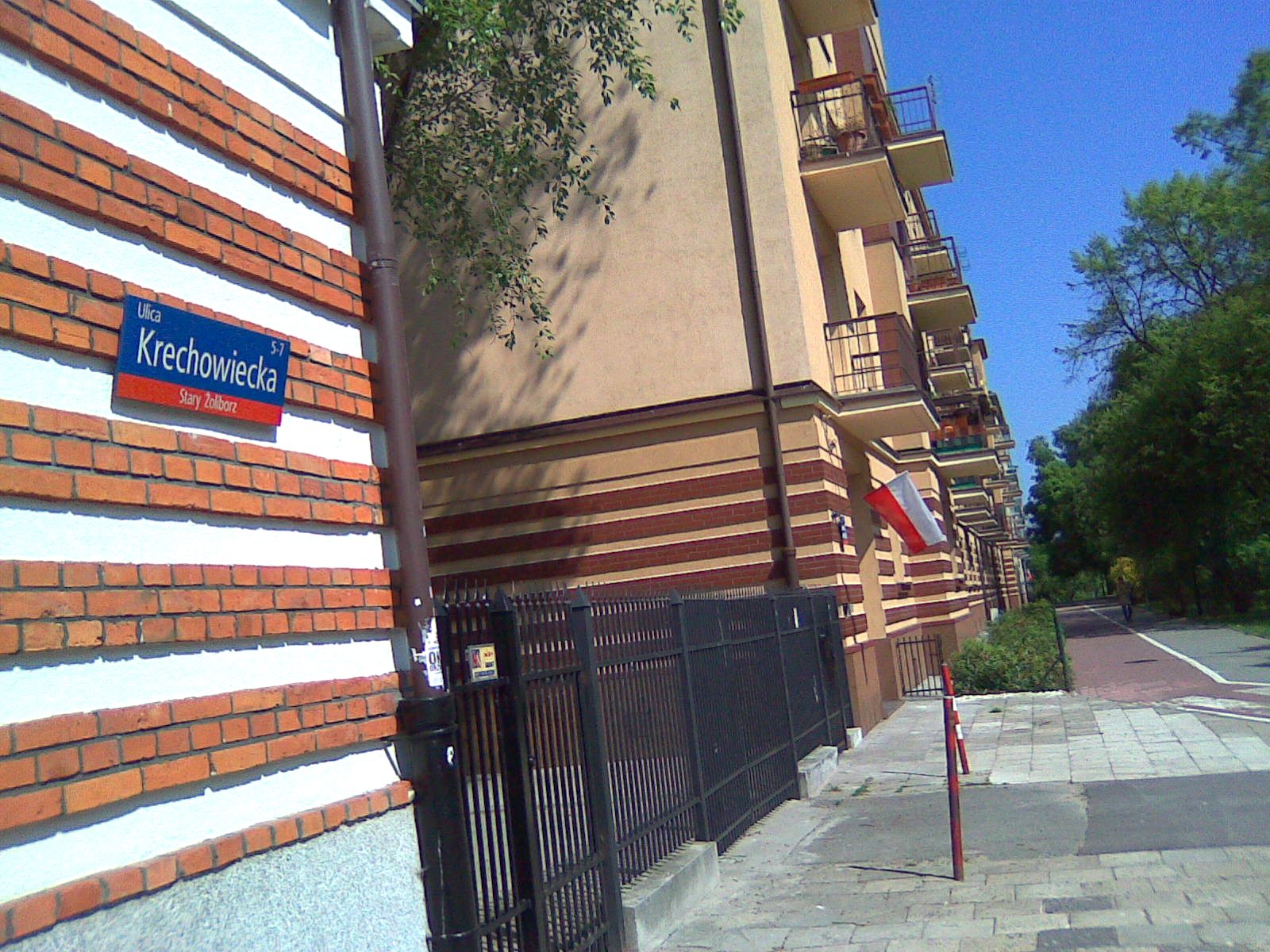
Ulica Krechowiecka na Starym Żoliborzu w Warszawie[p]